# Хронологія жінок у науці

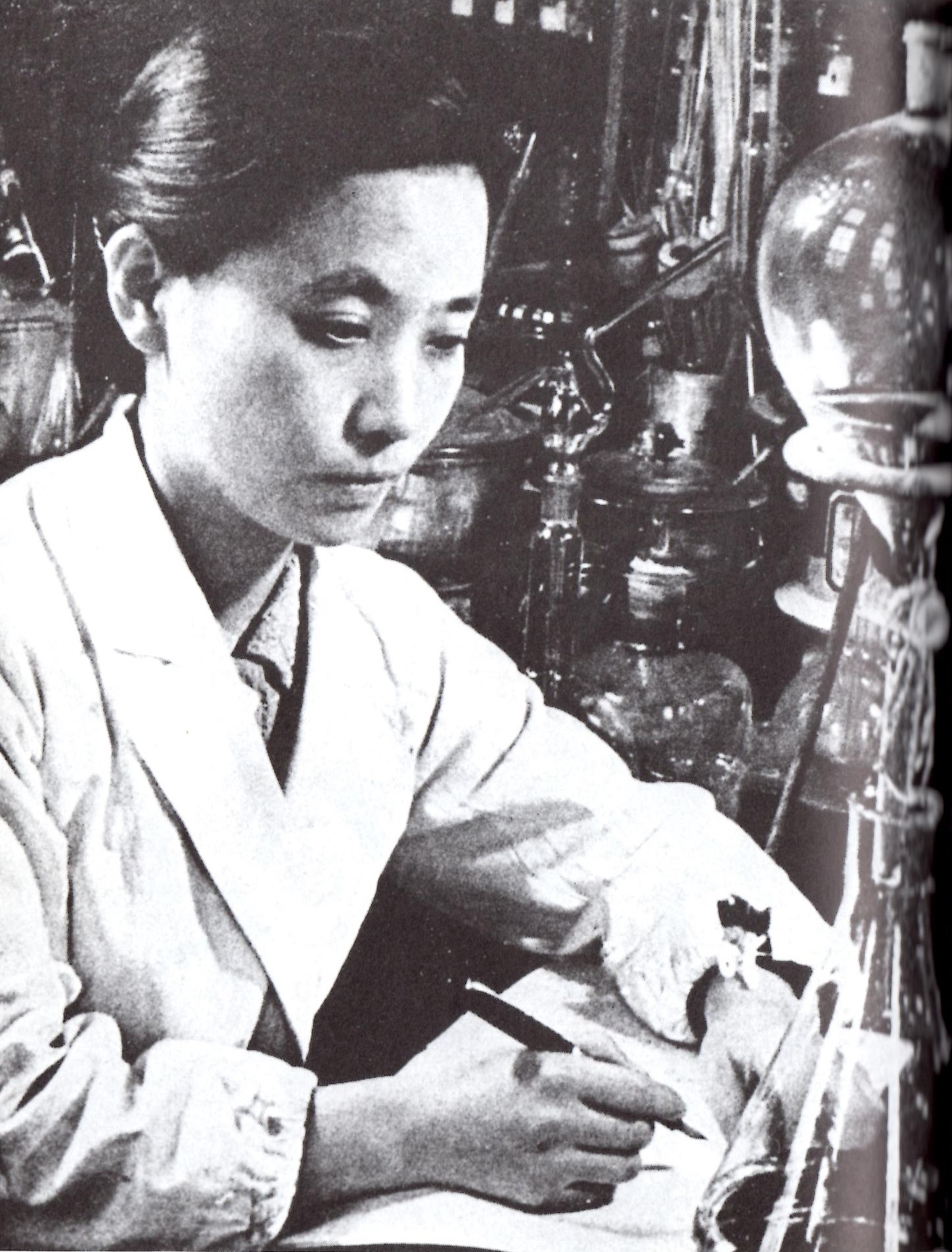
«Науковиця”, журнал „Fujin Gahō“, Японія, 1939

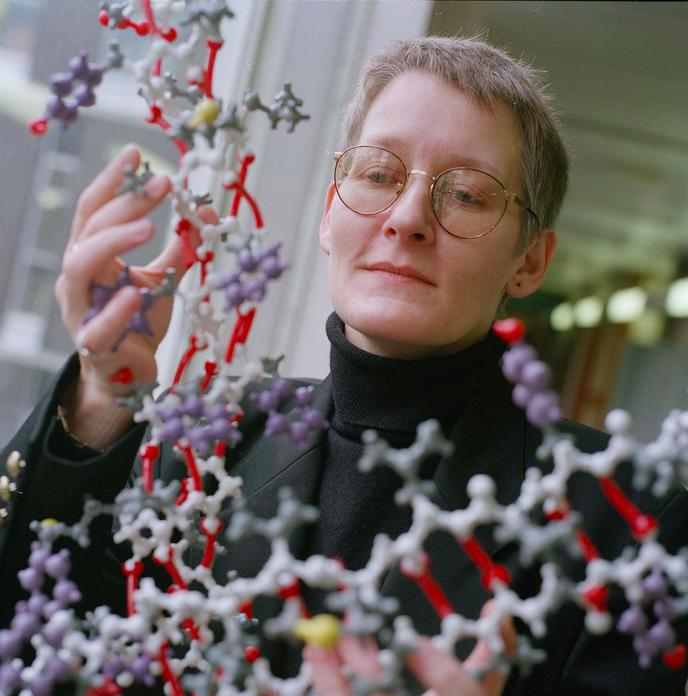
Тереза К. Еттвуд, професор біоінформатики

Це загальна хронологія жінок у науці, що охоплює період від найдавнішої історії до ХХІ століття.
Насамперед зосереджуючись на науковицях, які займаються природними науками, такими як астрономія, біологія, хімія та фізика, хронологія також включає дослідниць із соціальних наук (наприклад, соціології, психології) та формальних наук (наприклад, математики, інформатики), відомих викладачок науки і медиків.
Хронологічні події, перелічені у часовій шкалі, стосуються як наукових досягнень, так і гендерної рівності в науках: Сексизм в освіті, Жінки у галузях STEM, гендерна упередженість у Вікіпедії.

## Давня історія

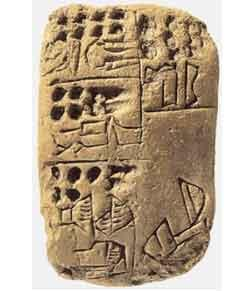
Табличка зі згадкою про Таппуті Белатекаллім

- бл. 2700 р. до н. е. у Стародавньому Єгипті Меріт Птах практикувала медицину при дворі фараона.[1]
- 2000 р. до н. е.: Аганіс, королева-лікарка Єгипту сприяла ботанічній експедиції в пошуках лікарських рослин[2].
- 1200 до н. е.: месопотамська виробниця парфумерії Таппуті Белатекаллім згадується в тексті клинописної таблички. Її часто вважають першим у світі задокументованим хіміком.[3]
- 500 р. до н. е. Теано, філософ, математик.
- бл. 150 до н. е. Аглаоніс стала першою жінкою-астрономкою, яка згадується в Стародавній Греції.[4][5]
- 1-го століття до н. е.: китаянка, відома лише як Фан, є найдавнішою згаданою китайською жінкою-алхіміком. Їй приписують «відкриття того, як перетворити ртуть на срібло» — можливо, хімічний процес кип'ятіння ртуті з метою отримання чистого срібного залишку з руд.[6]
- 1-е ст. н. е.: Марія Єврейка була серед перших алхіміків у світі[7].
- бл. 355—415 рр. н. е.: Грецька вчена-астроном, математик і філософ Гіпатія стала відомою освітянкою і коментаторкою наук[8].
- 3-тє ст. н. е.: Клеопатрі Алхімістці, ранній фігурі в хімії і практичній алхімії, приписується винахід аламбіка[9].

## Середньовіччя

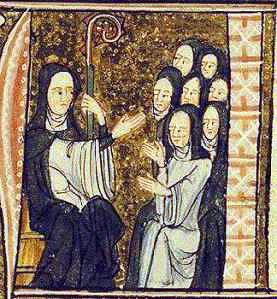
Гільдеґарда Бінгенська і її черниці

- бл. 975 р.н. е.: китайська вчена-алхімік Кенг Сянь-Сенг (Keng Hsien-Seng) працювала при імператорському дворі, переганяючи парфуми, використовувала ранню форму процесу Сокслета для вилучення камфори у спирт, і отримала визнання за свою майстерність у використанні ртуті для вилучення срібла з руд.[6][10]
- 10-те ст.: Астроном Маріам аль-Астурлабі[en] розробила і виготовила астролябії для двора Сайфа аль-Даула в Алеппо.[11]
- початок 12 століття: Добродея Київська (пом. 1131), княжна Київської Русі, була першою жінкою, яка написала трактат про медицину.[12]
- початок 12-го ст.: італійська лікарка Тротула Салернська уклала медичні роботи з захворювань жінок і шкірних захворювань.[13]
- 12-е століття: Адель Сарацинська викладала в Школі медицини Салерно.[14]
- ХІІІ століття: Гільдеґарда Бінгенська (1098—1179) була засновницею наукової природної історії Німеччини.[15]
- 1159: Ельзаська монахиня Геррада Ландсбергська (1130—1195) склала науковий збірник «Hortus deliciarum».[16]
- 1220-ті: Зулема Астрологиня● була мусульманською астрономкою в Медіна Майорка.[17]
- початок 14 століття: Адельмота Каррарська[en] була лікаркою в Падуї, Італія.[18]

## 16 століття

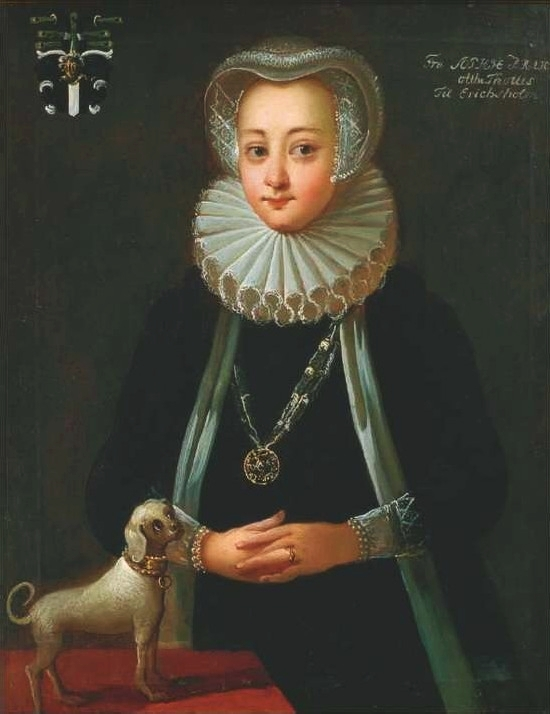
Данська вчена Софія Браге

- 1561: італійська алхімік Ізабелла Кортезе[en] опублікувала популярну книгу «Таємниці дами Ізабелли Кортезе» (The Secrets of Lady Isabella Cortese). Ця робота включала рецепти лікарських засобів, дистильованих масел і косметики, і була єдиною книгою, виданою жінкою-алхімікинею у 16 столітті.[19]

- 1572: Італійська ботанік Лоредана Марчелло померла від чуми — але не раніше, ніж розробила кілька ефективних паліативних формул для хворих на чуму, які використовували багато лікарів.[20][21]
- 1572: Датська вчена Софія Браге (1556—1643) допомагала своєму братові Тихо Браге з астрономічними спостереженнями.[22]
- 1590: Катерина Вітале зайняла пост головного фармацевта мальтійського Ордена Госпітальєрів замість померлого чоловіка, ставши першою відомою жінкою — хіміком та фармацевтом на Мальті.[23][24]

## 17 століття

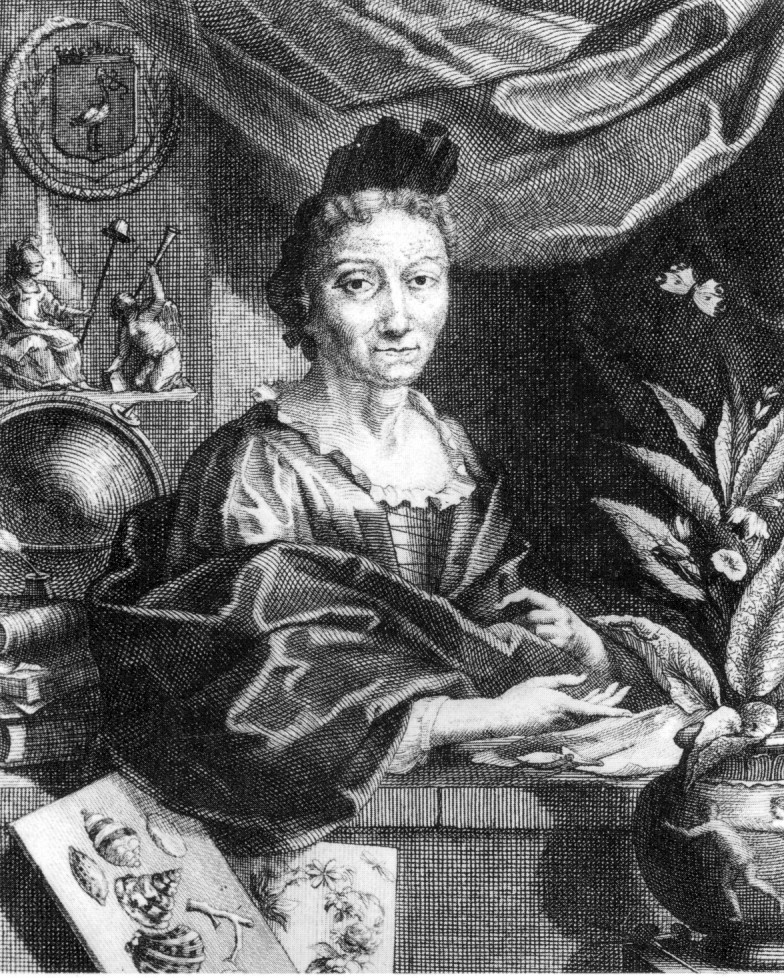
Німецька ентомологиня Марія Сибілла Меріан

- 1609: Французька акушерка Луїс Буржуа стала першою жінкою, яка написала книгу про практику пологів.[25]
- 1642: Мартін Бертеро, перша відома жінка-мінералог, ув'язнена у Франції за підозрою в чаклунстві. Перед тим, як її заарештували, Бертеро опублікувала дві письмові роботи з науки про гірничо-металургійну галузь.[6]
- 1650: Сілезька астроном Марія Куніц опублікувала працю «Urania Propitia», яка як спрощувала, так і значно покращила математичні методи Йоганна Кеплера для знаходження планет. Книга була опублікована як латиною, так німецькою — нетрадиційне рішення, яке зробило науковий текст більш доступним для не-університетської освіченої аудиторії.[26]
- 1656: Французька хімік і алхімік Марі Мердрак опублікувала книгу «La Chymie Charitable et Facile, en Faveur des Dames» (корисна і легка хімія для користі дам).[27]
- 1668: Після розлучення з чоловіком, французька поліматикиня Маргарита де ла Саблер (фр. Marguerite de la Sablière) заснувала в Парижі популярний салон, який регулярно відвідували вчені та науковці з різних країн, обговорюючи ідеї та обмінюючись знаннями, а Саблер досліджувала фізику, астрономію та природну історію зі своїми гостями.[28]
- 1680: Французька астроном Жанна Дюме опублікувала резюме аргументів, що підтримують теорію геліоцентризму Коперника. Дюме писала, що «між мозком жінки і чоловіка немає різниці».[29]
- 1685: Фризька поетка і археолог Тітіа Бронгерсма керувала першими розкопками дольмена в Боргері, Нідерланди. Розкопки дали нові докази того, що кам'яні споруди були могилами, побудованими доісторичними людьми, а не структурами, побудованими велетнями, що було до того загальним переконанням.[30]
- 1693—1698: німецька астроном і ілюстраторка Марія Клара Ейммарт створила понад 350 детальних малюнків місячних фаз.[31]
- 1699: Німецька ентомологиня Марія Сибілла Меріан, перша вчена, що задокументувала життєвий цикл комах для громадськості, почала наукову експедицію до Суринаму, Південна Америка. Згодом Меріан опублікувала «Metamorphosis insectorum Surinamensium», новаторську ілюстровану роботу про південноамериканські рослини, тварин і комах.[32]

## 18 століття

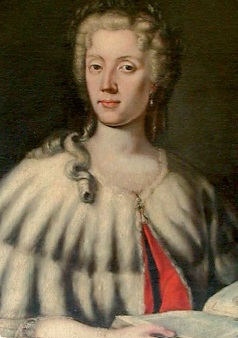
Італійська фізик Лаура Бассі

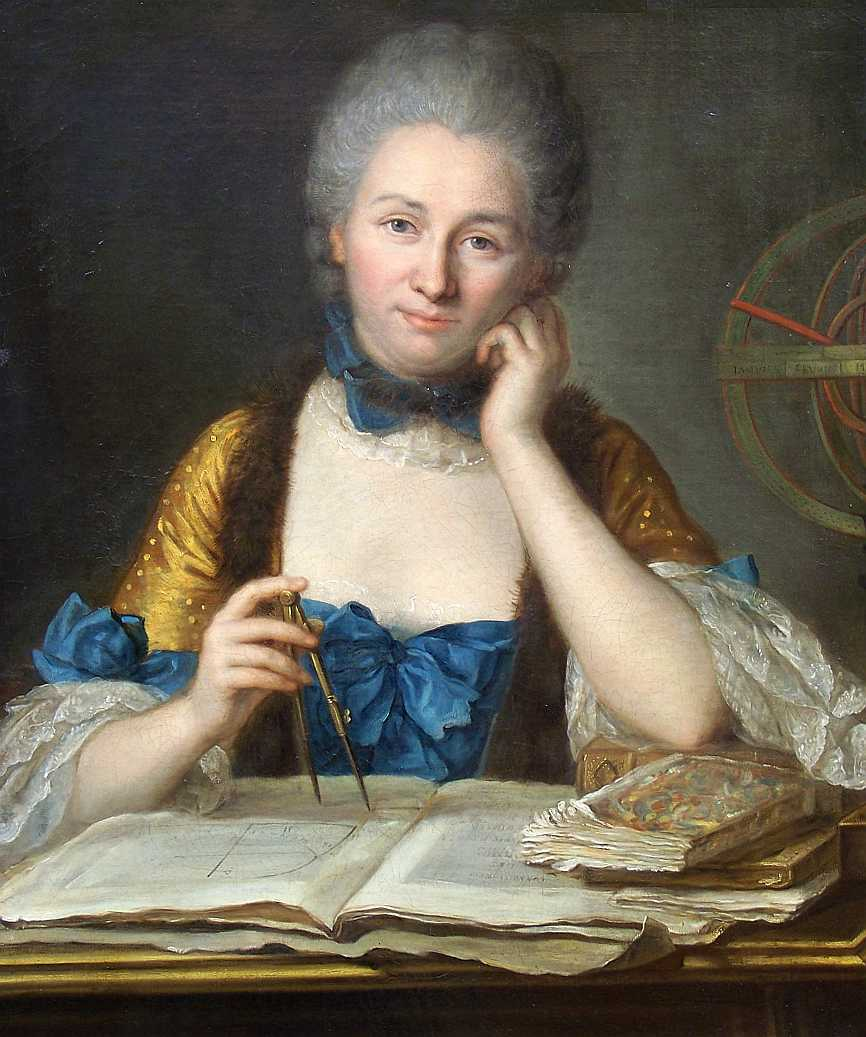
Французька поліматикиня Емілі дю Шатле

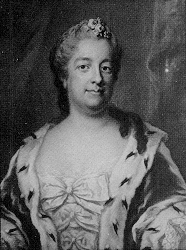
Шведська агрономка Єва Екеблад

- 1702: англійська піонерка ентомології Елеонор Гленвілл виявила новий вид метеликів у Лінкольнширі, згодом названий на її честь англійською. Масштабна колекція метеликів Гленвілл вразила ентомолога Вільяма Вернона, який назвав роботу Гленвілл «найблагороднішою колекцією метеликів, усі англійські, яка нас присоромила». Метелики Гленвілл стали частиною ранніх колекцій в Музеї природознавства (Лондон).[33][34]
- 1702: німецька астроном Марія Кірх стала першою жінкою, яка відкрила комету[35].
- бл. 1702—1744: У Монреалі, Канада, французька ботанік Кетрін Жеремі збирала зразки рослин і вивчала їхні властивості, посилаючи зразки та докладні записки вченим у Франції[36].
- 1732: У віці 20 років італійська фізик Лора Бассі стала першою жінкою, прийнятою до Болонської академії наук. Через (?) місяців вона публічно захистила докторську дисертацію і отримала звання. Бассі було присвоєно почесну посаду професора фізики в Болонському університеті, першій жінці у світі.[37]
- 1738: Французька поліматикиня Емілі дю Шатле стала першою жінкою, чию працю опублікувала Паризька академія, після конкурсу про характер вогню.[38]
- 1740: Французька поліматикиня Емілі дю Шатле видала «Основи фізики» (фр. Institutions de Physique), заклавши метафізичну основу ньютонівської фізики.[39]
- 1748: шведська агрономеп Єва Екеблад стала першою жінкою-членом шведської Королівської академії наук. Два роки потому вона розробила новий процес використання картоплі для виробництва борошна та алкоголю, що згодом зменшило залежність Швеції від врожаю пшениці та зменшило ризик голоду.[40]
- 1751: 19-річна італійка Крістіна Роккаті отримала докторський ступінь з фізики у Болонському університеті.[41]
- 1753: американка Джейн Колден була єдиною жінкою-біологом, яку Карл Лінней назвав у своєму творі «Види рослин»[42].
- 1755: італійська анатомка Анна Моранді Манцоліні зайняла місце померлого чоловіка в Болонському університеті, ставши професором анатомії, і заснувала всесвітньо відому лабораторію анатомічних досліджень.[43]
- 1757: французька астроном Лепот працювала з математиками Клеро і Лаландом з обчислення наступного прибуття комети Галлея.[44]
- 1760: американська садівниця Марта Даніель Логан почала співпрацювати з ботаніком і колекціонером Джоном Бартрамом, регулярно обмінюючись з ним насінням, рослинами і ботанічними знаннями.[45]
- 1762: Французька астроном Ніколь-Рейне Лепаут розрахувала час і відсоток сонячного затемнення, яке, як передбачалося, відбудеться через два роки. Лепаут створила карту для показу фаз і опублікувала таблицю своїх розрахунків у виданні «Connaissance des Temps» від 1763 року.[44]
- 1766: Французька хімік Женев'єва Тіру д'Арконвіль опублікувала книгу досліджень гниття зі спостереженнями більш ніж 300 експериментів протягом п'яти років, в яких намагалася виявити фактори, необхідні для збереження яловичини, яєць та інших продуктів. Робота була рекомендована для королівського патенту колегою-хіміком П'єром-Джозефом Маккуером.[46]
- 1776: У Болонському університеті італійська фізик Лаура Бассі стала першою жінкою, призначеною на кафедру фізики в університеті.[37]
- 1776: Крістіна Кірх отримала оклад у 400 талерів для створення календарів. Див. також про її сестру Маргаретту Кірх.
- 1782—1791: французька хімік і мінералогиня Клодін Пікардет переклала французькою більше 800 сторінок шведських, німецьких, англійських і італійських наукових праць, що дозволило французьким ученим краще обговорювати і використовувати міжнародні дослідження в галузі хімії, мінералогії та астрономії.[47]
- бл. 1787—1797: китайська астроном-самоучка Ван Жені опублікувала принаймні дванадцять книг і кілька статей з астрономії та математики. Використовуючи лампу, дзеркало і стіл, вона створила відомий науковий експонат, призначений для точного моделювання місячного затемнення.[48][49]
- 1789: Французька астроном Луїза дю П'єррі, перша парижанка, яка стала професоркою астрономії, викладала перші курси астрономії, спеціально відкриті для студенток.[50]
- 1794: Шотландська хімік Елізабет Фулхейм винайшла концепцію каталізу і опублікувала книгу про її висновки.[51]
- c. 1796—1820: Під час правління імператора Цзяцін астроном Хуан Лю стала першою китайкою, яка працювала з оптикою і фотографічними зображеннями. Вона розробила телескоп, який міг приймати прості фотографічні зображення за допомогою фоточутливого паперу.[48]
- 1797: Англійська письменниця і науковиця Маргарет Брайан опублікувала «Збірну систему астрономії», яка включала її гравюру і двох її дочок (?). Книгу присвятила своїм студентам.[52]

## 19 століття

### Перша половина

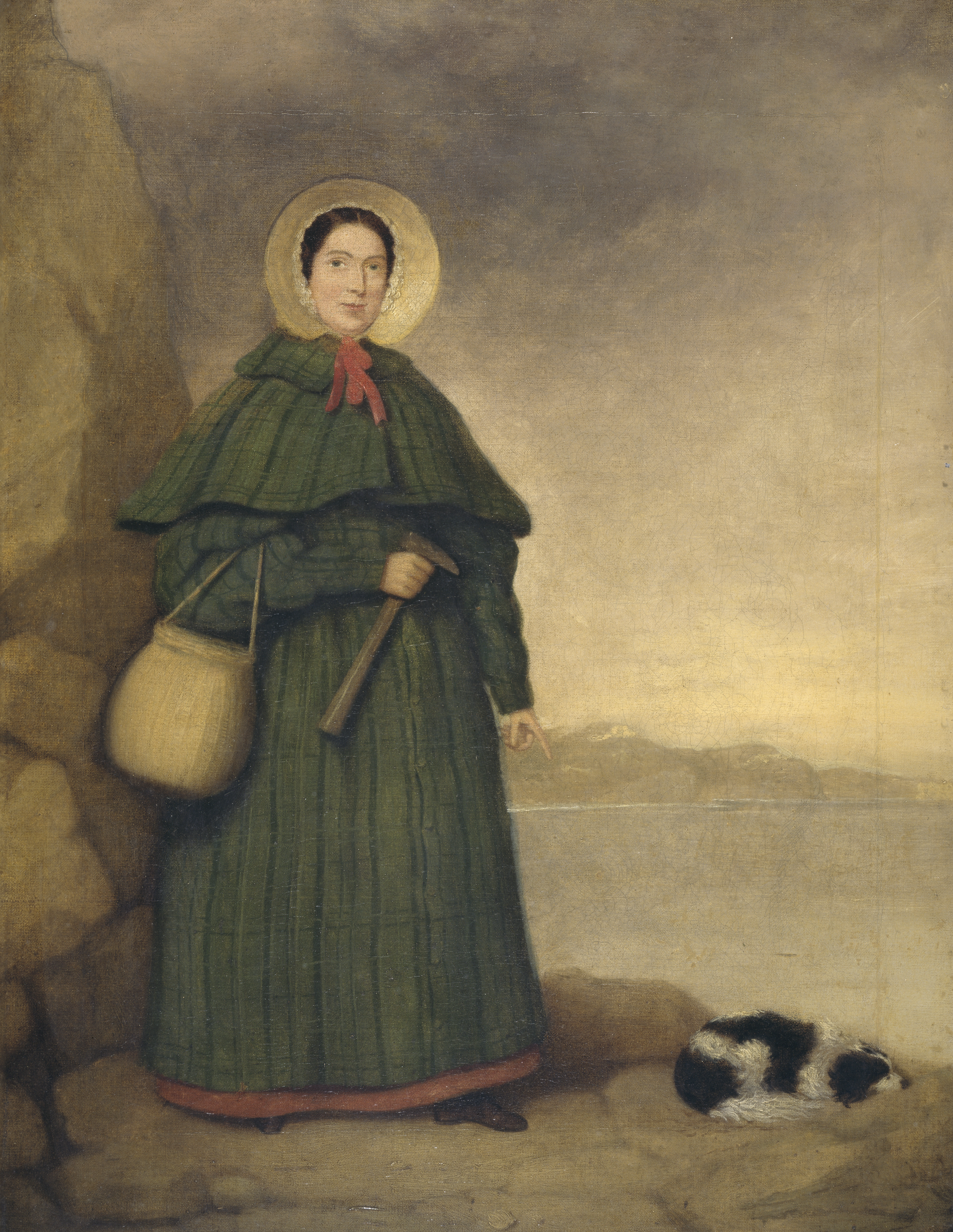
Англійська палеонтологиня Мері Еннінг

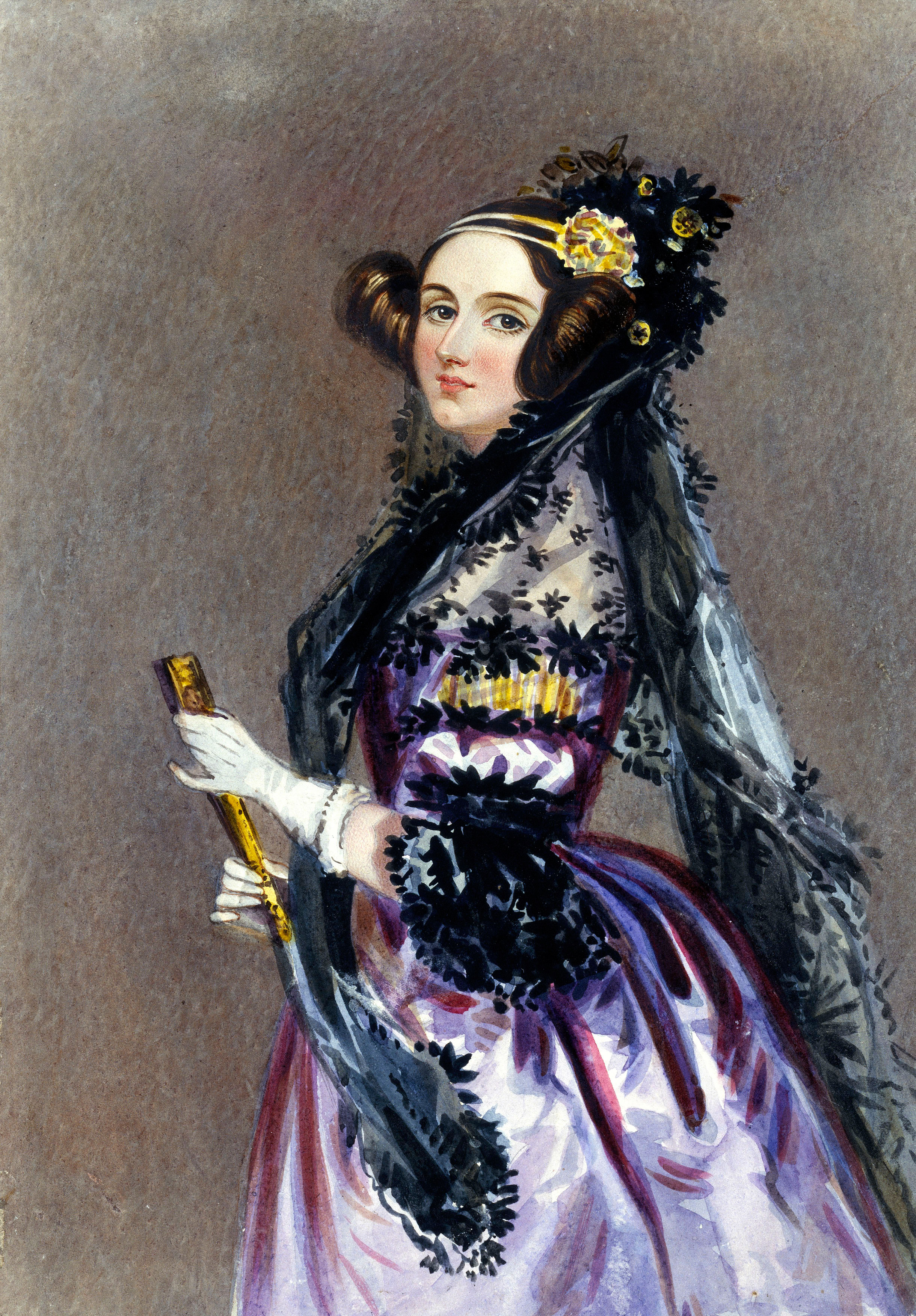
Англійська вчена-математик і комп'ютерна програмістка Ада Лавлейс

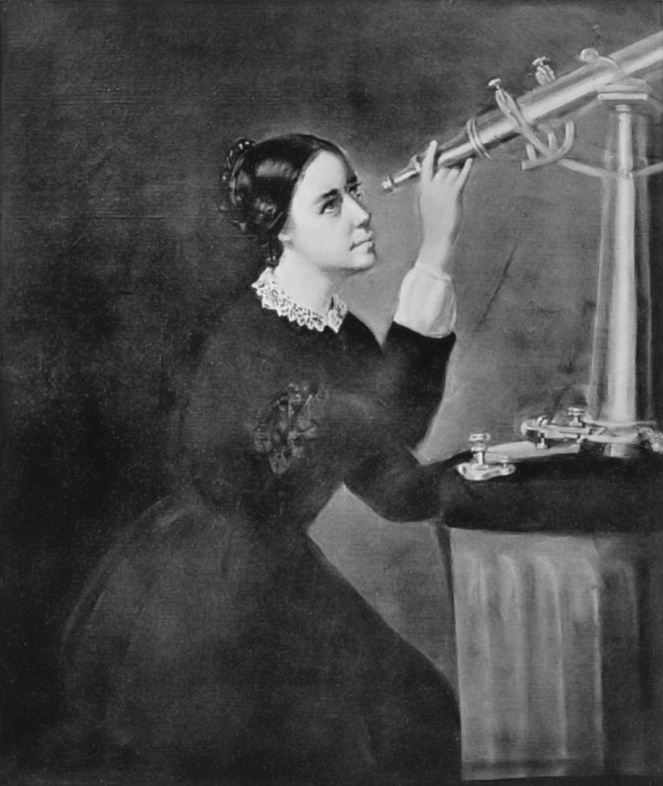
Американська астроном Мері Мітчелл

- 1808: Анна Сундстрем почала допомагати Якобу Берцеліусу в його лабораторії, ставши однією з перших шведських жінок-хіміків.[53]
- 1815: Англійська археолог леді Естер Станхоп використовувала середньовічний італійський манускрипт, щоб знайти ймовірну археологічну пам'ятку в Ашкелоні, ставши першим археологом, який почав розкопки в палестинському регіоні. Це був один з перших прикладів використання текстових джерел у польовій археології.[54]
- 1816: Французька вчена-математик і фізик Софі Жермен стала першою жінкою, яка отримала нагороду від Паризької академії наук, за роботу з теорії пружності.[55]
- 1823: Англійська палеонтологиня і колекціонерка скам'янілостей Мері Еннінг відкрила перший повний скелет Plesiosaurus.[38]
- 1830—1837: бельгійська ботанік Марі-Енн Ліберт опублікувала чотиритомну працю «Plantae cryptogamicae des Ardennes», яка містила колекцію з 400 видів мохів, папоротей, лишайників, водоростей і грибів з регіону Арденн. Її внески до системних криптогамних досліджень були офіційно визнані прусським імператором Фрідріхом-Вільгельмом III, а Ліберт отримала золоту медаль за заслуги.[56]
- 1832: французька морська біолог Жанна Віллепре-Пауер винайшла перший скляний акваріум, використовуючи його для допомоги в її наукових спостереженнях «Argonauta argo».[57]
- 1833: англійські фікологині Амелія Гріффітс та Мері Вейатт опублікували дві книги про місцеві британські водорості. Гріффітс користувалась повагою на міжнародному рівні і репутацією кваліфікованої колекціонерки та дослідниці морських водоростей, а шведський ботанік Карл Адольф Агард раніше цього року назвав рід водоростей Griffithsia на її честь.[58]
- 1835: шотландська поліматикиня Мері Сомервілль і німецька астроном Кароліна Гершель стали першими жінками, обраними до Лондонського королівського астрономічного товариства.[59][60]
- 1836: Рання англійська геолог і палеонтолог Етелдред Бенетт, відома колекцією з кількох тисяч скам'янілостей, обрана в Товариство природної історії Москви, яке у той час допускало тільки чоловіків — спочатку помилково вважало Бенетт чоловіком завдяки її репутації вченої та незвичайному першому імені, звернувшись до неї у дипломі про прийом як «Dominum» (Пан) Бенетт.[61][62]
- 1840: Шотландська колекціонерка скам'янілостей та ілюстраторка леді Еліза Марія Гордон-Каммінг запропонувала геологам Луї Агассізу, Вільяму Бакленду та Родеріку Мерчісону вивчити її колекцію рибних фосилій. Агассіз підтвердив кілька відкриттів Гордона-Каммінг як відкриття нового виду.[63]
- 1843: Протягом дев'ятимісячного періоду у 1842—43 рр. англійська вчена-математик Ада Лавлейс переклала статтю Луїджі Федеріко Менабреа про нову машину Чарльза Беббіджа — «Аналітичний Двигун». До статті вона додала ряд нотаток[64], позначених в алфавітному порядку від A до G. У нотатці G Лавлейс описує алгоритм для «Аналітичного Двигуна» для обчислення чисел Бернуллі. Він вважається першим опублікованим алгоритмом, який коли-небудь був спеціально розроблений для реалізації на комп'ютері, і Ада Ловлейс часто згадується як перша комп'ютерна програмістка з цієї причини.[65][66] Двигун ніколи не був завершений, тому її програма ніколи не була випробувана.[67]
- 1843: британська ботанік і новаторська фотографка Анна Аткінс самостійно опублікувала книгу «Фотографії британських водоростей», ілюстовану власними роботами з ціанотипами. Книга була першою книгою з будь-якої теми, проілюстрованою фотографіями.[68]
- 1846: британська зоологиня Анна Тінн побудувала перший стабільний, самодостатній морський акваріум.[69]
- 1848: американська астроном Мері Мітчелл стала першою жінкою, обраною до Американської академії мистецтв і наук; за рік до цього вона відкрила нову комету.[70]
- 1848—1849: англійська вчена Мері Ен Вітбі, піонерка у західному вирощуванні шовкопряда, співпрацювала з Чарльзом Дарвіном у дослідженні спадкових якостей шовкопрядів.[71][72]
- 1850: Американська асоціація сприяння розвитку науки прийняла своїх перших жінок: астрономку Мері Мітчелл, ентомологиню Маргаретту Морріс і викладачку науки Альміру Харт Лінкольн Фелпс.[73]

### Друга половина

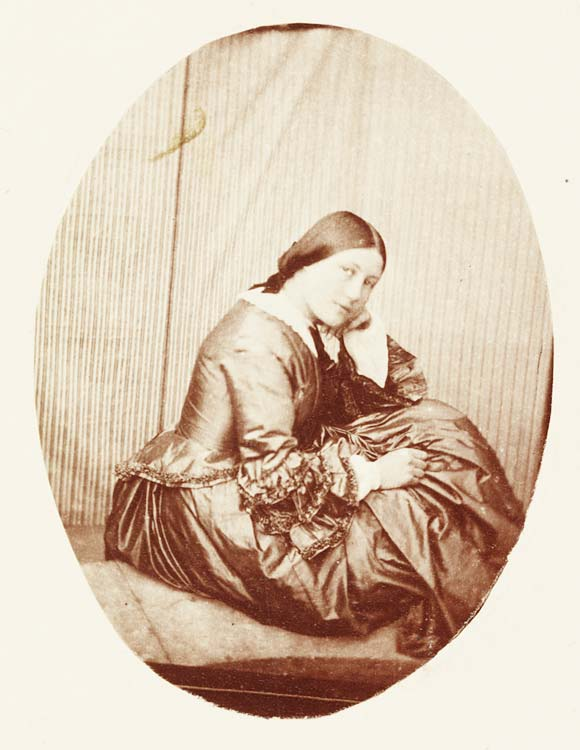
Валлійська астроном Тереза Ділльвін Ллевелін

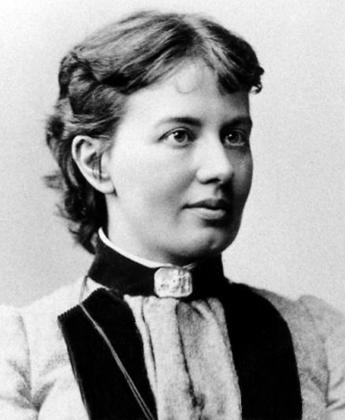
Російська вчена Софія Ковалевська

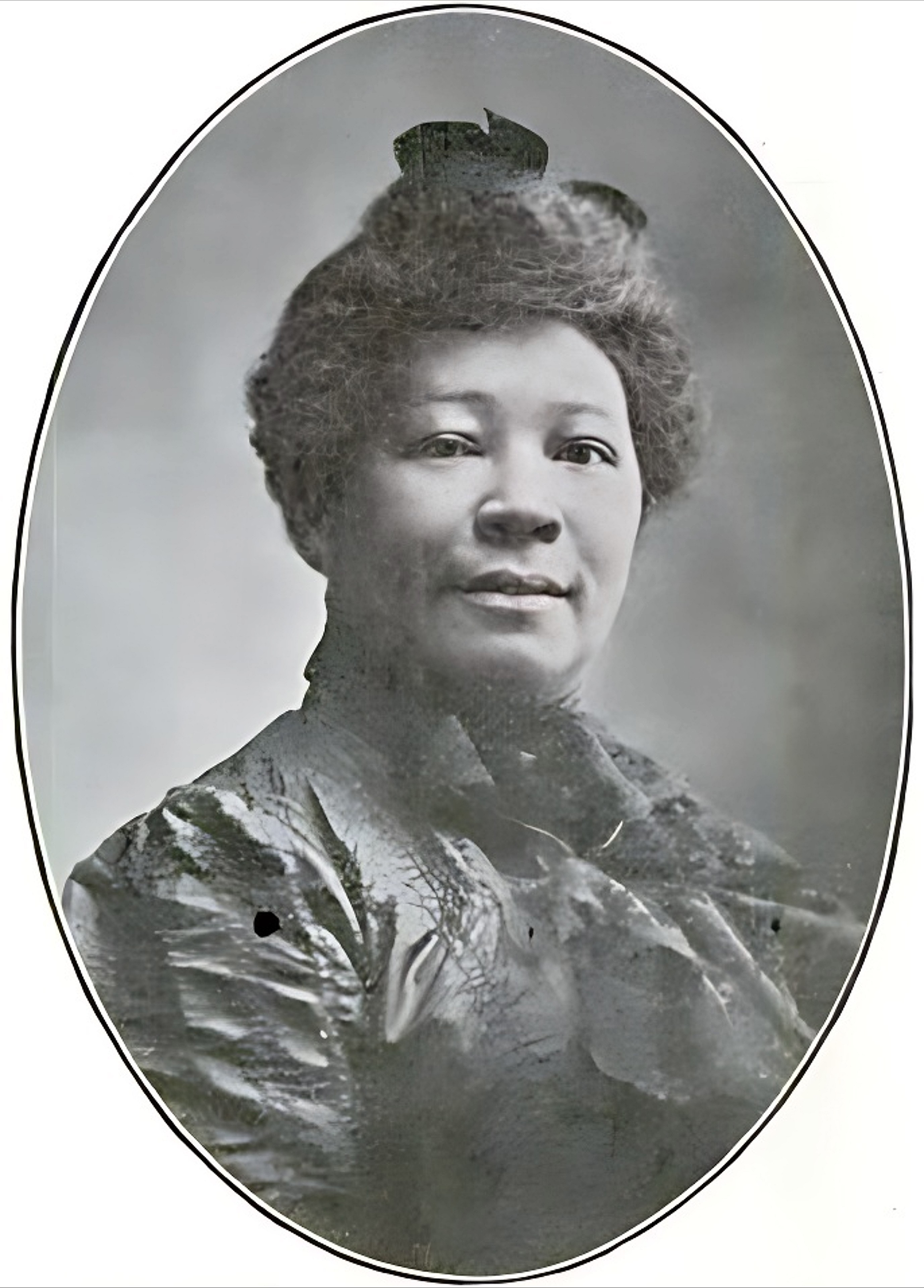
Американська хімікині Жозефіна Сілоне-Йейтс

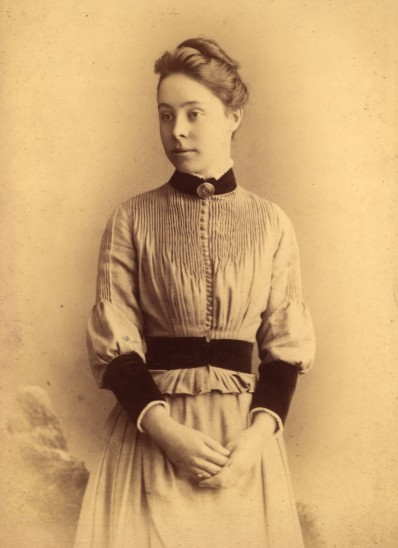
Британська вчена-математик Філіпа Фосетт

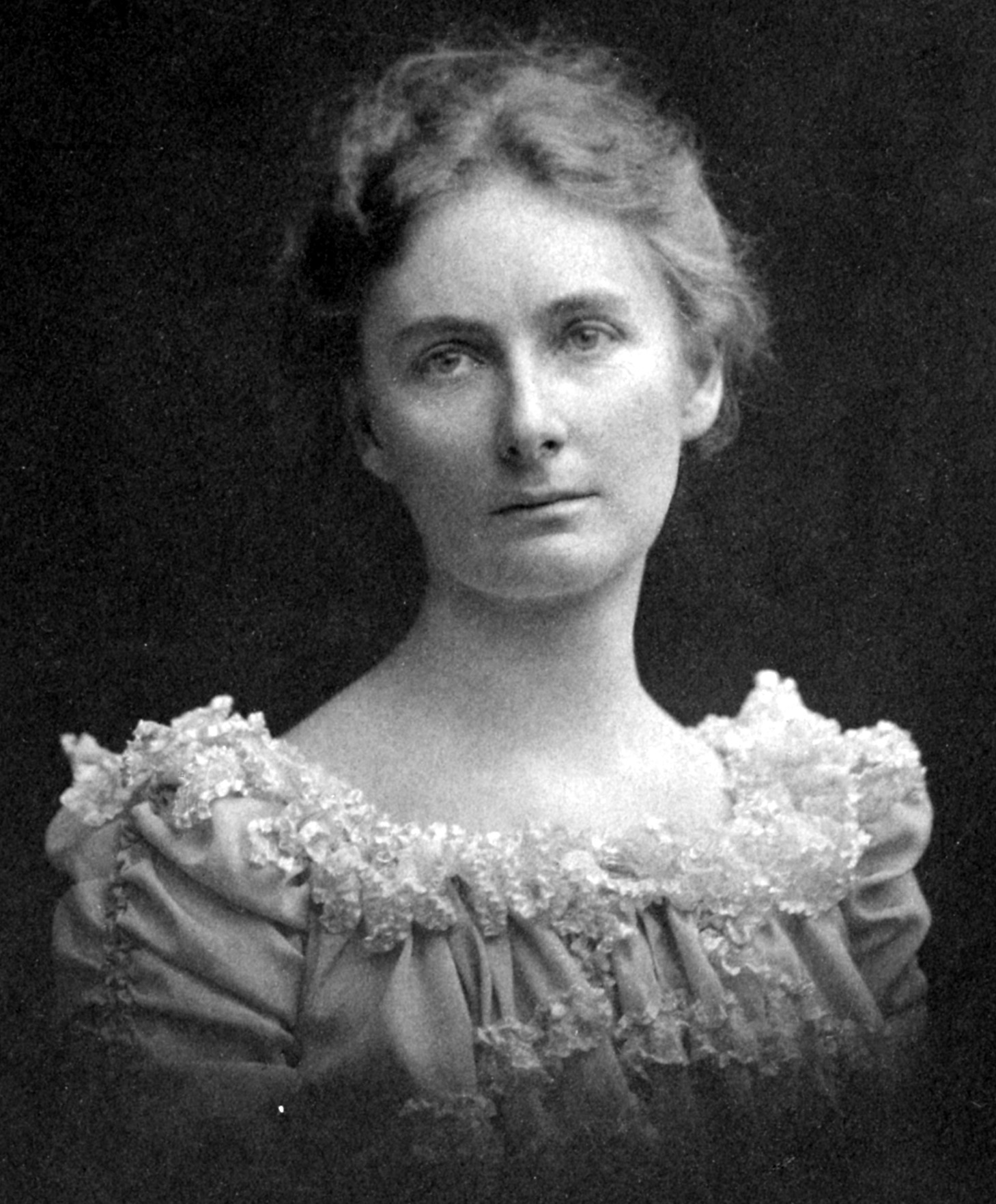
Американська геолог Флоренс Баском

- 1854—1855: англійська соціальна реформаторка, статистикеса і засновниця сучасної сестринської справи Флоренс Найтінгейл організувала піклування про поранених вояків під час Кримської війни.
- 1855: Працюючи з батьком, валлійська астроном і фотограф Тереза Ділльвін Ллевелін створила одні з найперших фотографій Місяця.[74]
- 1856: Американська дослідниця атмосфери Юніс Ньютон Фут презентувала працю «Обставини, які впливають на тепло сонячних променів» на щорічній зустрічі Американської асоціації сприяння розвитку науки. Фут була ранньою дослідницею парникового ефекту.[75]
- 1862: Бельгійська ботанік Марі-Анн Ліберт стала першою жінкою, яка приєдналася до Королівського ботанічного товариства Бельгії, ставши його почесною членом.[56]
- 1863: Німецька природознавиця Амалі Дітріх прибула до Австралії з метою зібрати зразки рослин, тварин та антропологічні зразки для німецького музею Годеффроя. Вона залишилась в Австралії протягом наступних 10 років, відкривши ряд нових видів рослин та тварин, але також стала сумнозвісно відома вивезенням скелетів аборигенів для цілей наукових антропологічних досліджень — та можливим спричиненням насильства проти аборигенів.[76][77]
- 1865: англійська геолог Елізабет Карне стала першою жінкою, обраною до Королівського геологічного товариства Корнуоллу.[78]
- 1870: Еллен Своллоу Річардс стала першою американкою, яка отримала ступінь з хімії.[79]
- 1870: російська хімік Анна Волкова стала першою жінкою в складі Російського хімічного товариства.[80]
- 1874: Юлія Лермонтова стала першою росіянкою, яка отримала докторський ступінь з хімії.[80]
- 1875: угорська археолог Зофія Торма розкопала археологічну ділянку Турдаш-Лунча (Turdaș-Luncă) у повіті Хунедоара, Румунія. Знайдені на цій ділянці цінні доісторичні артефакти стали одними з найбільш важливих археологічних відкриттів у Європі.[81]
- 1876—1878: американська природознавиця Мері Тріт досліджувала рослини-хижаки у Флориді. Її внесок у наукове розуміння, як ці рослини полюють і перетравлюють свої жертви, був визнаний Чарльзом Дарвіном і Ейсою Греєм.[82]
- 1878: англійська ентомологиня Елеанор Енн Ормерод стала першою жінкою в складі Королівського метеорологічного товариства. А ще через кілька років вона була призначена консультуючим ентомологом Королівського сільськогосподарського товариства Англії.[83][84]
- бл. 1880: німецька хімік-самоучка Агнес Покельс почала дослідження поверхневого натягу, ставши однією з перших у фізиці та хімії поверхні. Обладнання для вимірювання, яке вона розробила, стало фундаментом для сучасного кількісного аналізу поверхневих плівок.[85]
- 1883: американська етнологиня Ермінні Сміт, перша жінка-польовий етнограф, опублікувала збірку легенд ірокезів «Myths of the Iroquois».[86]
- 1884: праця англійської зоологині Еліс Джонсон про ембріони тритонів стала першою працею жіночого авторства, яка потрапила до журналу «Proceedings of the Royal Society».[87]
- 1885: британська природознавиця Меріан Фаркухарсон стала першою жінкою в складі Королівського мікроскопічного товариства.[88]
- 1886: ботанік Емілі Ловіра Грегорі стала першою жінкою в складі Американського товариства природознавців.[89]
- 1887: Рейчел Ллойд стала першою американкою, яка отримала докторський ступінь з хімії, завершивши своє дослідження у Цюрихському університеті.[90]
- 1888: російська вчена Софія Ковалевська відкрила «вершину Ковалевської», один з короткого переліку відомих прикладів руху твердого тіла, які можна піддавати ручному розв'язанню рівнянь.[91][92]
- 1888: американська хімік Джозефін Сілон Ятс призначена головою Департаменту природничих наук в інституті Лінкольна (пізніше — університет Лінкольна), ставши першою чорною жінкою, яка очолила науковий департамент у вищій школі.[93][94]
- 1889: геолог Мері Емілі Холмс стала першою жінкою в складі Американського геологічного товариства.[95]
- 1890: хімік Іда Фройнд, австрійка за походженням, першою з жінок почала викладати хімію в університеті Великої Британії. Вона стала повною лекторкою у коледжі Ньюнхем, Кембрідж.[96]
- 1890: популяризаторка науки та авторка Агнес Джиберні заснувала Британську астрономічну асоціацію[97], директором секції Сонця призначена англійська астроном Елізабет Браун, добре відома дослідженнями сонячних плям та інших феноменів Сонця.[98]
- 1891: уродженка США Доротея Клумпке призначена головою Бюро мір Паризької обсерваторії. Протягом наступного десятиріччя вона здобула докторський ступінь та працювала над проектом мапування «Carte du Ciel». За свою працю Клумпке була відзначена першою Дамською нагородою Астрономічного товариства Франції та титулом офіцера Паризької академії наук.[99]
- 1892: американська психолог Крістін Ладд-Франклін презентувала еволюційну теорію розвитку кольоровідчуття на Міжнародному конгресі з психології. ЇЇ теорія була першою, яка визначала кольоровідчуття еволюційною рисою.[100]
- 1893: Флоренс Баском стала другою жінкою, яка отримала докторський ступінь з геології у США, та першою в університеті Джонса Гопкінса.[101][102] Геологи назвали її «першою жінкою-геологом Америки».[103]
- 1893: американська ботанік Елізабет Гертруда Бріттон увійшла до Ботанічного товариства Америки.[104]
- 1894: американська астроном Маргаретта Палмер стала першою жінкою, яка отримала докторський ступінь з астрономії.[105]
- 1895: англійська фізіологиня Маріон Біддер стала першою жінкою, яка доповідала на зустрічі Лондонського королівського товариства.[106]
- 1896: Флоренс Баском стала першою жінкою, яка працювала на Геологічну службу США.[107][108]
- 1896: англійська мікологиня і ліхенологиня Енні Лоррейн Сміт стала засновницею Британського мікологічного товариства. Пізніше вона двічі обиралась його президентом[109][110].
- 1897: американські цитологині та зоологині Катарін Рут та Елла Черч Стробелл почали наукову співпрацю. Разом вони стали піонерками практики фотографування зразків мікроскопічних досліджень та винайшли нову техніку створення тонких зразків матеріалів у більш холодних температурах.[111]
- 1897: американська фізик Ізабель Стоун стала першою жінкою, яка отримала докторський ступінь з фізики у США, захистивши дисертацію «Про електричний опір тонких плівок» у Чиказькому університеті.[112][113]
- 1898: данська фізик Кірстін Мейєр отримала золоту медаль Данської королівської академії наук.[114]
- 1898: італійська малакологиня Маріанна Паулуччі, перша вчена, що зібрала та надрукувала перелік видів молюсків Італії, подарувала свою колекцію зразків Королівському музею природної історії у Флоренції.[115]
- 1899: американські фізика Марсія Кіт та Ізабель Стоун увійшли до Американського фізичного товариства.[113][116]
- 1899: ірландська фізик Едіт Енн Стоуні була призначена лекторкою з фізики у Лондонську школу медицини для жінок, ставши першою жінкою-медичним фізиком. Пізніше вона стала піонеркою у використанні рентгенівського апарата на передовій Першої світової війни.[117]

## Перша половина 20-го ст

### 1900-ті

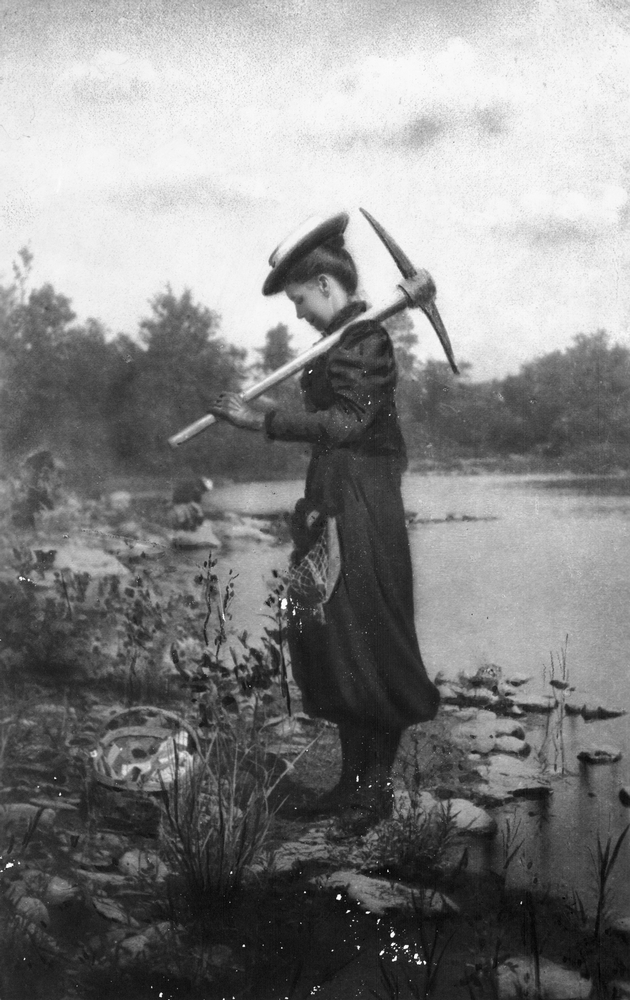
Американська геолог і географ Зонія Бабер

- 1900: Американська ботанік Анна Мюррей Вейл стала першою бібліотекаркою Нью-Йоркського ботанічного саду. Вона була ключовою прихильницею створення установи, і раніше подарувала саду всю колекцію з 3000 ботанічних зразків.[118]
- 1900: фізика Марі Кюрі та Ізабель Стоун взяли участь у першому Міжнародному конгресі з фізики в Парижі. Вони були єдиними жінками з 836 учасників.[113]
- 1901: американка Флоренс Беском стала першою жінкою-геологинею, яка виступила зі своєю статтею перед Геологічним оглядом у Вашингтоні.[119]
- 1901: Чеська ботанік і зоологиня Марія Здечка Баборова-Чіхакова стала першою жінкою в Чехії, яка отримала докторський ступінь.[120]
- 1903: Народжена у Польщі фізик і хімік Марія Склодовська-Кюрі стала першою жінкою, яка отримала Нобелівську премію (з фізики разом з П'єром Кюрі «за спільні дослідження з радіаційних явищ, відкритих професором Анрі Беккерелем», і Анрі Беккерелем, «за його відкриття спонтанної радіоактивності»[121][122][123]).
- 1904: американська географ, геолог і освітянка Зонія Бабер опублікувала статтю «Сфера географії», в якій виклала свої навчальні теорії з викладання географії. Бабер стверджувала, що студентство потребує більш міждисциплінарного, експериментального підходу до вивчення географії: замість покладатися на підручники, студенти та студентки вимагали польових поїздок, лабораторних робіт і картографічних знань. Освітні ідеї Бабер змінили спосіб навчання географії у школах.[124]
- 1904: британські хімікині Іда Смедлі, Іда Фройнд і Марта Вайтлі організували петицію з проханням прийняти жінок до Хімічного товариства. Всього підписалися 19 хімікинь, але їхнє клопотання було відхилене Товариством.[125]
- 1905: У січні Лондонське Ліннеївське товариство обрало своїх перших жінок, серед яких були садівниця Еллен Вілмотт, орнітологиня Емма Тернер, біолог Ліліан Джейн Гулд, мікологині Гуліельма Лістер і Енні Лоррейн Сміт, а також ботанікині Мері Енн Стеббінг, Маргарет Джейн Бенсон і Етель Саржант.[126]
- 1905: Американська генетик Нетті Стівенс виявила статеві хромосоми.[127]
- 1906: Після землетрусу у Сан-Франциско (1906), американська ботанік і кураторка Еліс Іствуд врятувала майже 1500 рідкісних рослинних зразків з палаючої Каліфорнійської академії наук. Її система курації, яка зберігала екземпляри типів окремо від інших колекцій — нетрадиційна на той час — дозволила Іствуд швидко знайти і витягти зразки.[128]
- 1906: Російська хімік Ірма Гольдберг опублікувала статтю про дві нещодавно відкриті хімічні реакції, пов'язані з присутністю міді та створення зв'язків азот-вуглець до ароматичного галогеніду. Ці реакції згодом були названі реакцією Гольдберг і реакцією Журдена-Ульмана-Гольдберг.[129]
- 1906: Англійська вчена, фізик, математик і інженер Герта Маркс Айртон стала першою жінкою, що отримала медаль Г'юза від Лондонського королівського товариства, за експериментальні дослідження з електричних дуг і піску.[130]
- 1906: колекція англійської лепідоптеристки Емми Хатчінсон з 20 тисяч метеликів була подарована Лондонському музею природознавства після її смерті. За життя Хатчінсон мало публікувалась, і їй було заборонено приєднуватися до місцевих наукових товариств через її стать, але була удостоєна честі за свою роботу, коли варіант щербатки був названий hutchinsoni.[131]
- 1909: Еліс Вілсон стала першою жінкою-геологинею, яку найняла Геологічна служба Канади.[132][133] Її широко вважають першою жінкою-геологинею в Канаді.[134]
- 1909: Данська фізик Крістін Меєр стала першою данською жінкою, що здобула докторський ступінь з природничих наук, захистивши дисертацію на тему «Розробка поняття температури» в історії фізики.[114]

### 1910-ті

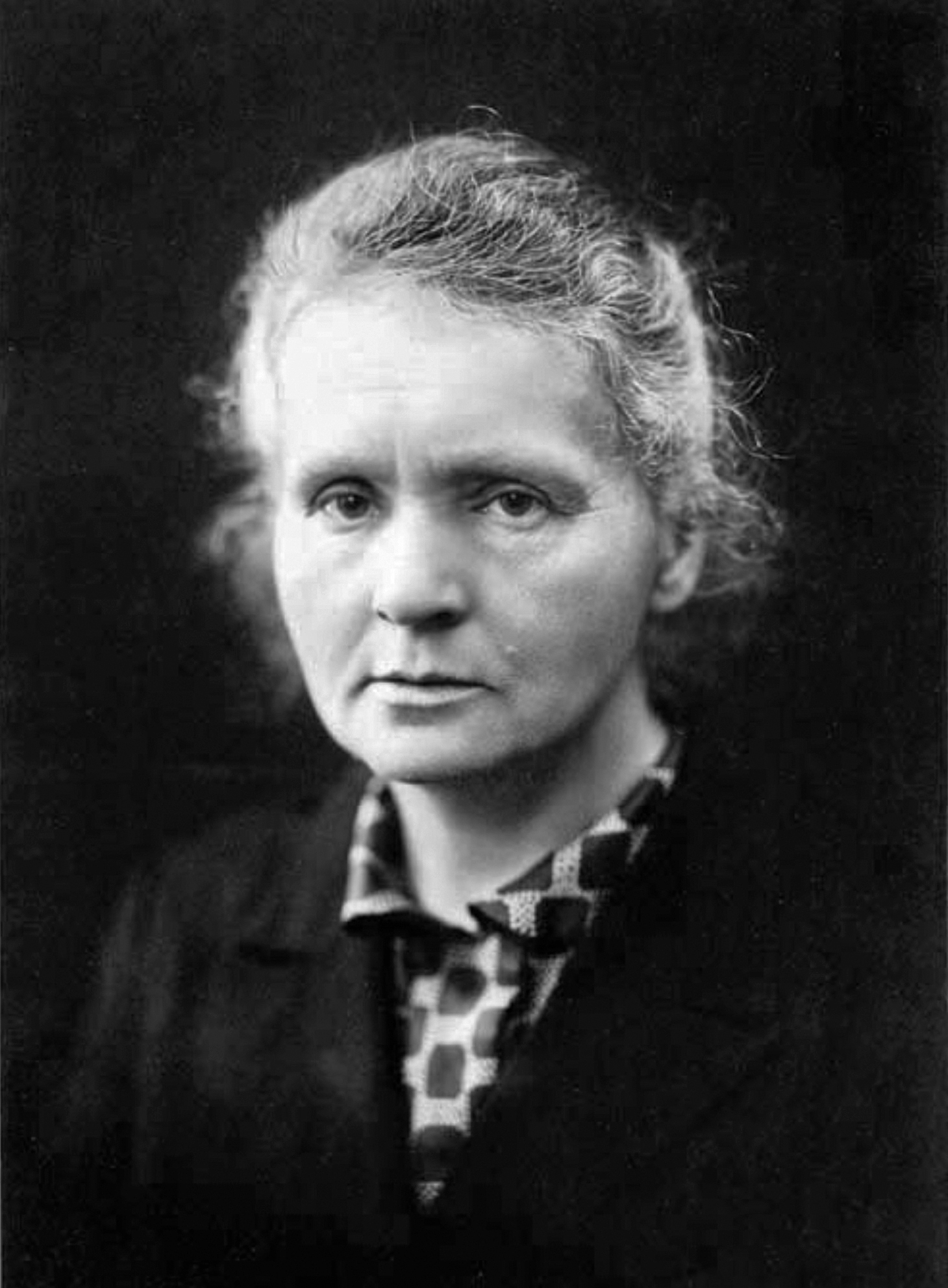
фізик і хімік Марія Склодовська-Кюрі

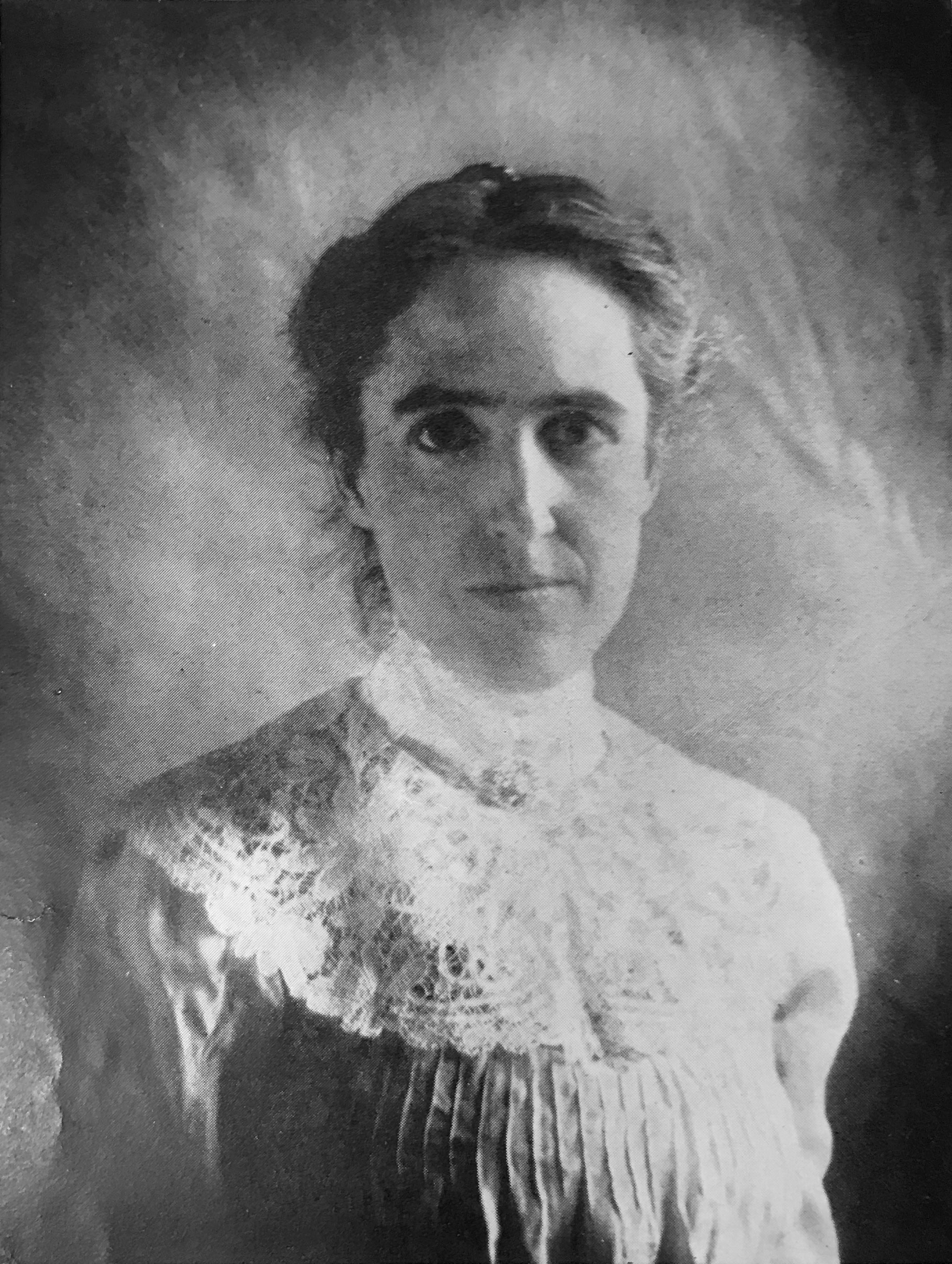
Американська астроном Генрієтта Свон Лівітт

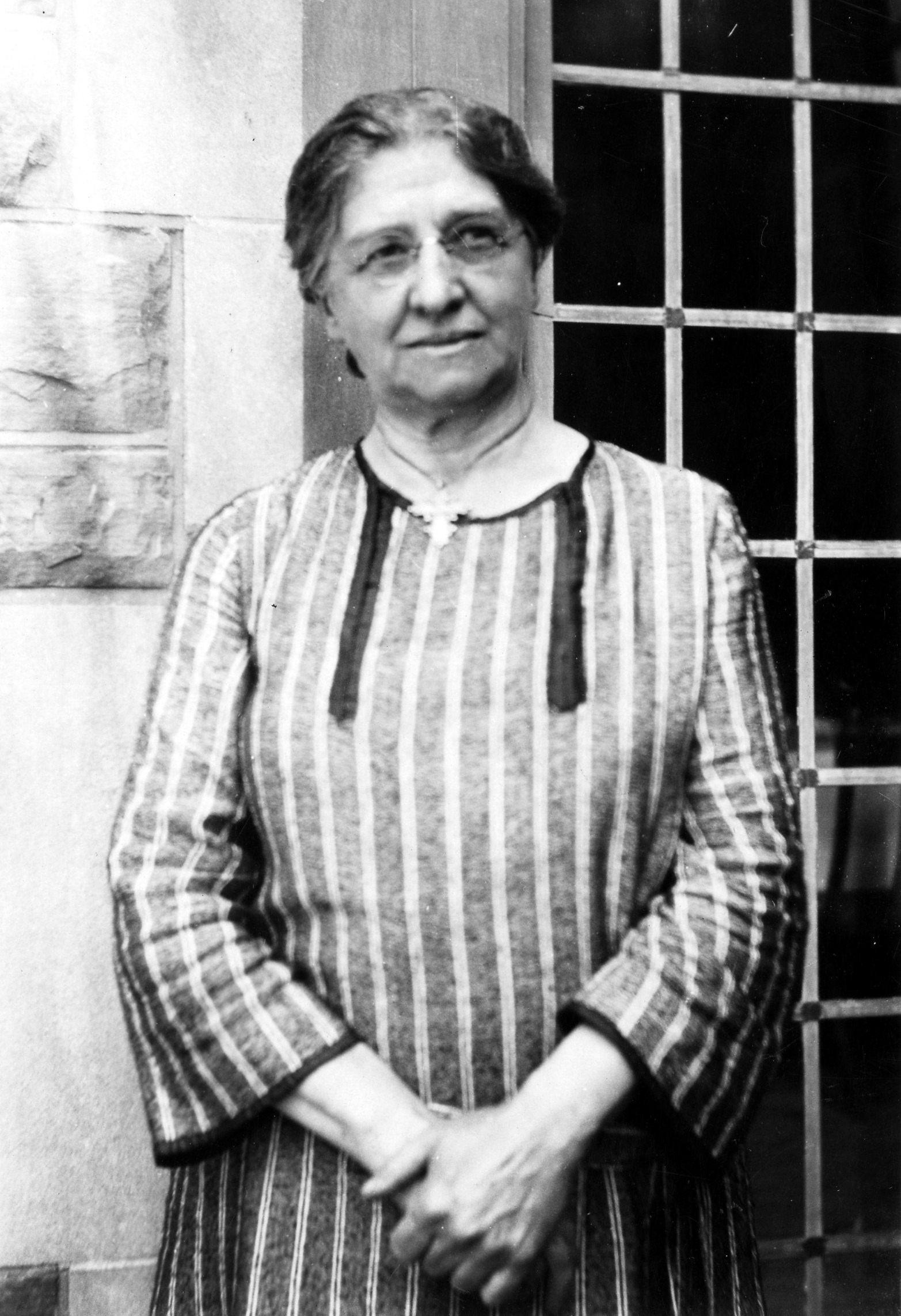
Канадська генетик Керрі Дерік

- 1911 рік: фізик і хімік Марія Склодовська-Кюрі стала першою жінкою, яка отримала Нобелівську премію з хімії, "за відкриття елементів радію і полонію, виділення радію і вивчення природи сполуки цього чудового елемента ".[135][136][137]
- 1911: Норвезька біолог Кристін Боневі стала першою жінкою в Норвезькій академії наук.[138]
- 1912: Американська астроном Генрієтта Свон Лівітт вивчала періоди зростання та зниження яскравості цефеїд, потім знайшла спосіб розрахувати відстань від таких зірок до Землі.[135]
- 1912: канадська ботанік і генетик Керрі Дерік призначена професоркою морфологічної ботаніки в Університеті Макгілла, ставши першою жінкою на професорській посаді у будь-якому департаменті канадського університету.[139]
- 1913: Регіна Флежарова стала першою польською жінкою, що здобула докторський ступінь в галузі природничих наук.[140]
- 1913: Ізабела Textorisová, перша словацька ботанік, надрукувала «Дані про флору округу Турієк» в журналі «Botanikai Közlemények». Її робота виявила понад 100 раніше невідомих видів рослин в окрузі Турієк.[141]
- 1913: канадська лікарка і хімік Мод Ментен зі співавторами написала статтю про кінетику ферментів, що призвело до розвитку рівняння кінетики Міхаеліса — Ментен.[142]
- 1914—1918: Під час Першої світової війни команда з семи британських хімікинь провела піонерські дослідження з хімічних антидотів і збройних газів. Керівниця проекту, Марта Вайтлі, була нагороджена орденом Британської імперії за її військові внески.[143]
- 1914: британська мікологиня Етель Доїдж стала першою жінкою в Південній Африці, яка отримала докторський ступінь з будь-якого предмету (в Університеті Доброї Надії за дисертацію на тему «Бактеріальна хвороба манго»).[144]
- 1916: Ізабелла Престон стала першою жінкою-професійною гібридологинею рослин у Канаді, яка виробляла лілію-трубу ім. Джорджа С. Крільмана. Пізніше її лілія отримала нагороду від Королівського садівничого товариства.[145]
- 1916: Чіка Курода стала першою японкою, яка отримала бакалаврський ступінь, вивчаючи хімію в Імператорському університеті Тохоку. Після закінчення університету була призначена на посаду доцента університету.[146]
- 1917: Американська зоологиня Мері Дж. Ратбун отримала докторський ступінь в Університеті Джорджа Вашингтона. Незважаючи на те, що вона ніколи не відвідувала коледжу — або будь-якого офіційного навчання за межами школи — Ратбун була авторкою більш ніж 80 наукових публікацій, описала більше 674 нових видів ракоподібних, і розробила систему записів, пов'язаних з ракоподібними, в Смітсонівському музеї.[147]
- 1917: Голландська біолог і генетик Янтіна Таммес стала першою жінкою-професоркою університету в Нідерландах. Вона була призначена екстраординарним професором фітопатології в Утрехтському університеті.[148]
- 1918: Німецька вчена-фізик і математик Еммі Нетер створила теорему Нетер, що пояснює зв'язок між симетрією і законами збереження.[149]
- 1919: Кетлін Майсі Кертіс стала першою новозеландською жінкою, що здобула докторський ступінь, захистивши дисертацію на тему Synchytrium endobioticum (хвороба картопляної бородавки) в Імперському коледжі науки і техніки. Її дослідження називали «найбільш видатним результатом у мікологічних дослідженнях, які були представлені протягом десяти років».[150]

### 1920-ті

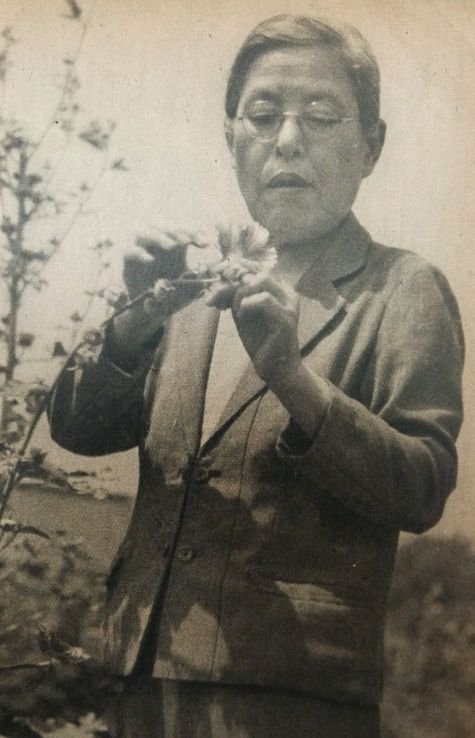
Японська біолог Коно Ясуй

- 1920: Луїза Болус обрана до Королівського товариства Південної Африки за внесок у ботаніку. Протягом свого життя Болус визначила і назвала більше 1700 нових видів рослин Південної Африки — більше видів, ніж будь-який інший ботанік в Південній Африці.[151]
- 1923: аргентинська лікарка Марія Тереза Феррарі отримала перший диплом, присуджений жінці медичним факультетом Паризького університету, за її дослідження сечовивідних шляхів.[152]
- 1924: Флоренс Беском стала першою жінкою, обраною до Ради Геологічного товариства Америки.[119]
- 1925: Мексикансько-американська ботанік Інес Мексіа розпочала свою першу ботанічну експедицію до Мексики, зібравши понад 1500 екземплярів рослин. Протягом наступних тринадцяти років Мексіа зібрала понад 145 тис. екземплярів з Мексики, Аляски і кількох південноамериканських країн. Вона відкрила 500 нових видів[153].
- 1925: американська учена-медик Флоренс Сабін стала першою жінкою, обраною до Національної академії наук США.[154]
- 1925: британсько-американська астроном і астрофізик Сесілія Пейн-Гапошкіна встановила, що водень є найпоширенішим елементом у зірках і, таким чином, є найбільш поширеним елементом у Всесвіті.[155]
- 1927: Коно Ясуї стала першою японкою, яка здобула докторський ступінь, в Токійському імператорському університеті захистивши дисертацію на тему: «Дослідження структури лігніту, бурого вугілля і бітумного вугілля в Японії».[156]
- 1928: Еліс Кетрін Еванс стала першою жінкою, обраною президентом Товариства американських бактеріологів.[157]
- 1928: Хелен Баттл стала першою жінкою, що здобула докторський ступінь з морської біології в Канаді.[158]
- 1928: британська біолог Кетлін Карпентер опублікувала перший англомовний підручник, присвячений екології прісної води: «Життя у внутрішніх водах».[159]
- 1929: американська ботанік Маргарет Клей Фергюсон стала першою жінкою-президентом Ботанічного товариства Америки.[160]
- 1929: шотландка-нігерійка за походженням, Агнес Юванде Савадж стала першою західно-африканською жінкою, яка закінчила медичну школу, отримавши ступінь в Единбурзькому університеті.[161][162][163]

### 1930-ті

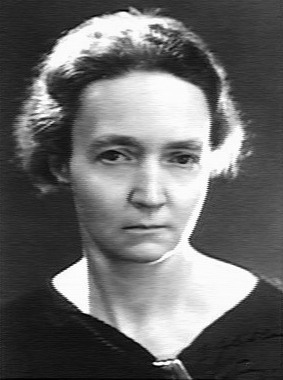
Французька хімік Ірен Жоліо-Кюрі

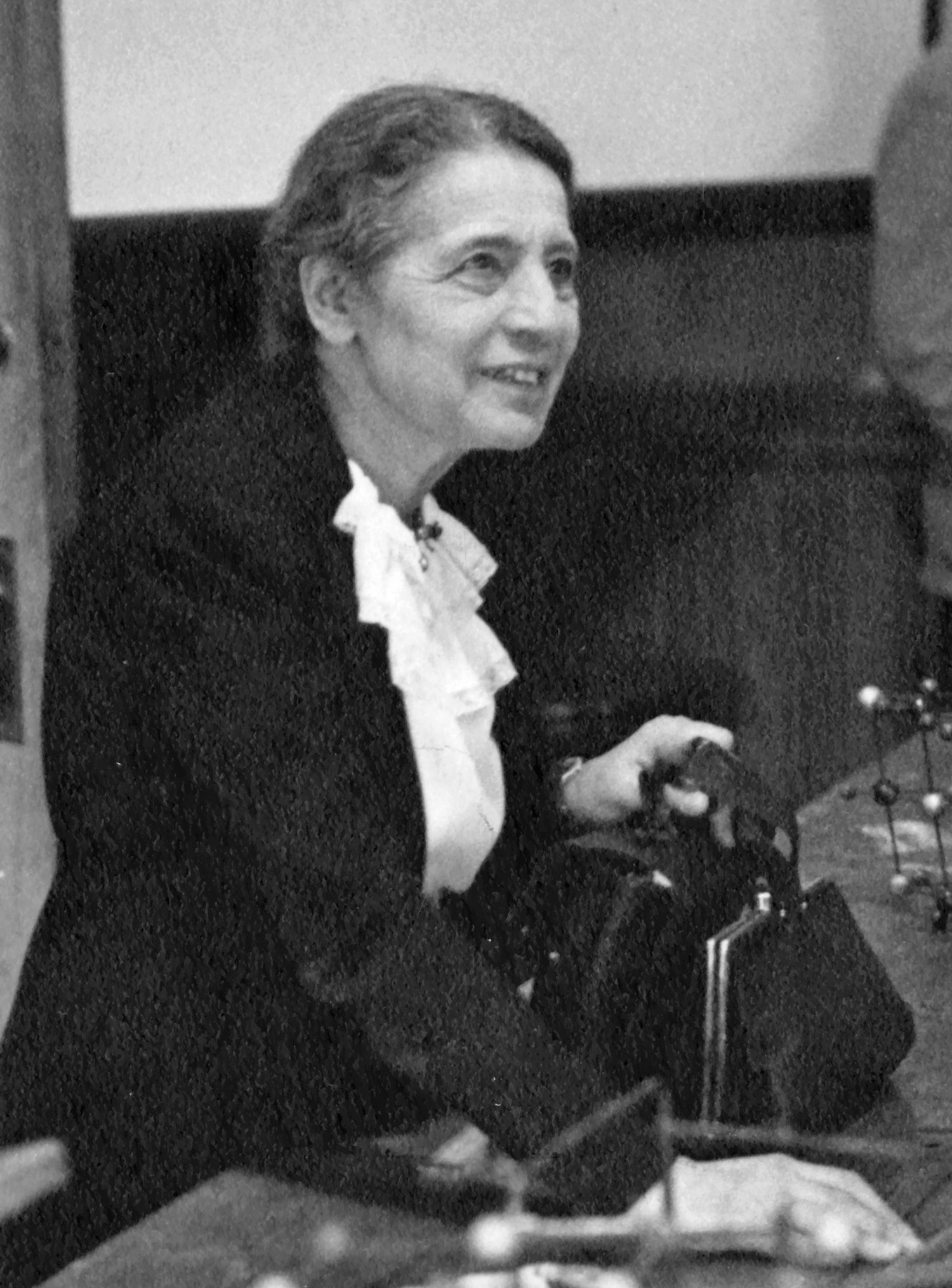
Австрійсько-шведська фізик Ліза Майтнер

- 1932: Мікіо Цуджімура стала першою японкою, що здобула докторський ступінь в галузі сільського господарства, в Токійському імператорському університеті, за дисертацію «Про хімічні компоненти зеленого чаю».[164]
- 1933: Угорська вчена Елізабет Рона отримала премію Хайтінгера від Австрійської академії наук за свій авторський екстракції полонію.[165][166]
- 1933: Американська бактеріологиня Рут Елла Мур стала першою афро-американською жінкою, яка здобула докторський ступінь в галузі природничих наук, захистивши дисертацію з бактеріології в університеті штату Огайо.[167]
- 1935: французька хімік Ірен Жоліо-Кюрі отримала Нобелівську премію з хімії разом з Фредеріком Жоліо-Кюрі «за їх синтез нових радіоактивних елементів».[168]
- 1935: Американська гібридистка рослин Грейс Стуртевант, «Перша леді Ірисів», отримала золоту медаль Американського товариства ірисів за життєву працю.[169]
- 1936: Едіт Патч стала першою жінкою-президентом Ентомологічного товариства Америки.[170]
- 1936: мікологиня Кетлін Майсі Кертіс стала першою жінкою, обраною до Королівського товариства Нової Зеландії.[150][171]
- 1936: данська сейсмологиня і геофізик Інге Леманн виявила, що Земля має тверде внутрішнє ядро, відмінне від її розплавленого зовнішнього ядра.[172]
- 1937: Канадська судова патологоанатомка Френсіс Гертруда Макгілл допомагала канадській кінній поліції у створенні їх першої судово-медичної лабораторії.[173]
- 1937: Сюзанна Комаер-Сільвен стала першою жінкою-гаїтянською антропологинею і першою особою з Гаїті, що отримала докторський ступінь у Паризькому університеті.[174][175][176]
- 1937: австрійська фізик Марієтта Блау та її учениця Герта Вамбахер отримали премію Лібен Австрійської академії наук за роботу над спостереженнями космічних променів з використанням техніки ядерних емульсій.[177][178]
- 1938: Елізабет Абімбола Аволіюй стала першою жінкою, яка отримала ліцензію медика на практику в Нігерії після закінчення Дублінського університету і першим медичним працівника Західної Африки з ліцензією «Royal Surgeon» (Дублін).[179][180][181][182]
- 1938: Геологиня Аліса Вілсон стала першою жінкою, обраною до Королівського товариства Канади.[134]
- 1938: південноафриканська натуралістка Марджорі Куртене-Латімер виявила живу рибу з целакантоподібних, спійману поблизу річки Халумна. Вважалося, що цей вид вимер більше 60 мільйонів років. В честь дослідниці риба отримала назву латимерія коморська.[183]
- 1939: австрійсько-шведська фізик Ліза Майтнер разом з Отто Ганом керувала невеликою групою вчених, які вперше виявили поділ ядра урану, коли він поглинав додатковий нейтрон; результати були опубліковані на початку 1939 року.[184][185]
- 1939: французька фізик Марґеріт Перей відкрила францій.[186]

### 1940-ті

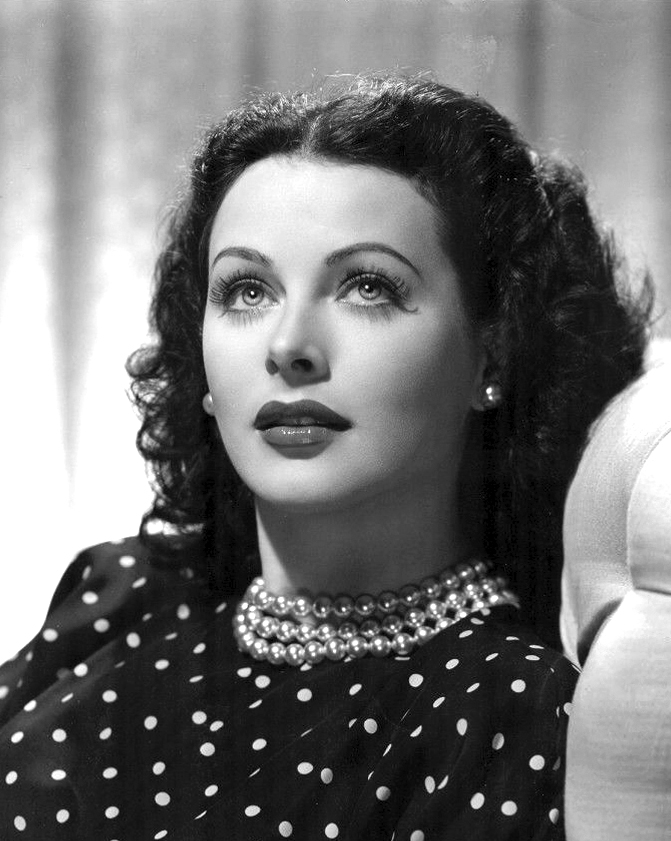
Акторка і винахідниця Геді Ламар

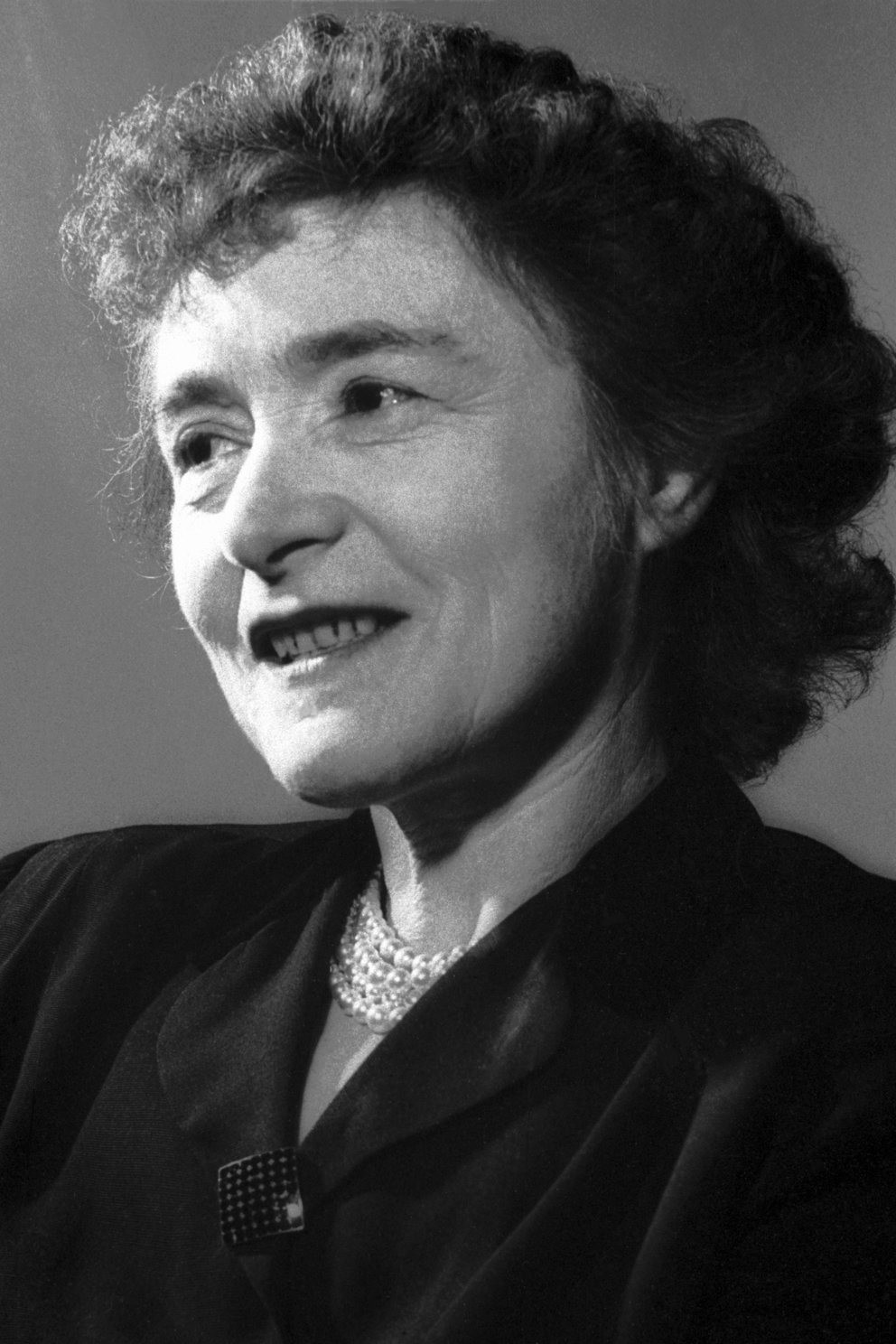
Австрійсько-американська біохімік Герті Тереза Корі

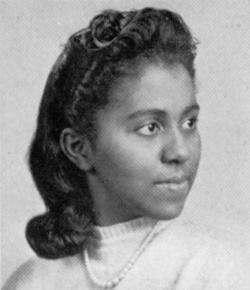
Американська біохімік Марі Мейнард Дейлі

- 1941: американська вчена Рут Сміт Ллойд стала першою афроамериканкою, що здобула докторський ступінь з анатомії.[187]
- 1942: американська акторка і винахідниця Геді Ламар з композитором Джорджем Антейлом розробила систему радіозв'язку для торпед союзників, які використовували технологію розширення спектра і стрибків частоти, щоб перемогти загрозу перешкод сигналу від сил Осі. Хоча ВМС США не прийняли технологію до 1960-х років, принципи її роботи включені в технологію Bluetooth і подібні до методів, що використовуються в попередніх версіях CDMA і Wi-Fi. Ця робота призвела до включення Ламар і Антейла до Національного залу слави винахідників у 2014 році.
- 1942: американська геолог Маргарита Вільямс стала першою афроамериканкою, що здобула докторський ступінь з геологічних наук у США, за дисертацію під назвою «Історія ерозії в басейні дренажу Анакостия» в Католицькому університеті Америки.[188][189]
- 1942: корінна американка, аерокосмічна інженер Марія Голда Росс стала працювати в корпорації Lockheed Aircraft, де шукала і виправляла несправності військових літаків. Вона продовжувала працювати в НАСА, розробляючи експлуатаційні вимоги, планування польотів і посібник з планетного польоту для космічних апаратів, таких як програма Аполлон.[190]
- 1943: британська геолог Ейлін Гуппі отримала звання помічниці геолога, перш ніж стати першою випускницею з геології, включеною до наукового персоналу Британської геологічної служби.[191]
- 1944: хімік Азіма Чаттерджі стала першою індійською жінкою, яка отримала докторський ступінь, в Калькуттському університеті. Пізніше Чаттерджі створила хімічний факультет у коледжі Леді Брабурн.[192]
- 1945: американські вчені-фізики і математики Френсіс Спенс, Рут Тейтельбаум, Марлін Мелцер, Бетті Голбертон, Джин Бартік, Бетті Голбертон і Кетлін Антонеллі запрограмували електронний комп'ютер ENIAC загального призначення, ставши одними з перших у світі комп'ютерних програмістів.[193]
- 1947: австрійсько-американська вчена-біохімік Герті Тереза Корі стала першою жінкою, яка отримала Нобелівську премію з фізіології або медицини, разом з Карлом Фердінаном Корі «за відкриття курсу каталітичної конверсії глікогену», і Бернардо Альберто Усаєм «за його відкриття ролі гормону передньої частки гіпофіза в метаболізмі цукру».[194][195][196]
- 1947: американська біохімік Марі Мейнард Дейлі стала першою афроамериканською жінкою, яка отримала докторський ступінь з хімії в Сполучених Штатах, захистивщи дисертацію під назвою «Дослідження продуктів, що утворюються при дії панкреатичної амілази на кукурудзяний крохмаль» у Колумбійському університеті.[197]
- 1947: австрійська фізик Берта Карлік удостоєна премії Хайтінгер Австрійської академії наук за відкриття астатіна (Astatine)[198]
- 1947: Сьюзен Офорі-Атта стала першою жінкою Гани, яка отримала медичну освіту, закінчивши Единбурзький університет.[162][163]
- 1948: канадська фітопатологиня і мікологиня Маргарет Ньютон стала першою жінкою, яка отримала медаль Флавель від Королівського товариства Канади, в знак визнання її ґрунтовних досліджень в грибних хворобах іржі пшениці. Експерименти Ньютон призвели до розвитку стійких до іржі штамів пшениці.[199]
- 1949: Ботанікиня Валіде Тутаюг[az] стала першою азербайджанкою, яка отримала докторський ступінь з біологічних досліджень. Вона продовжувала писати перші національні підручники з ботаніки та біології.[200]

## Друга половина 20-го ст

### 1950-ті

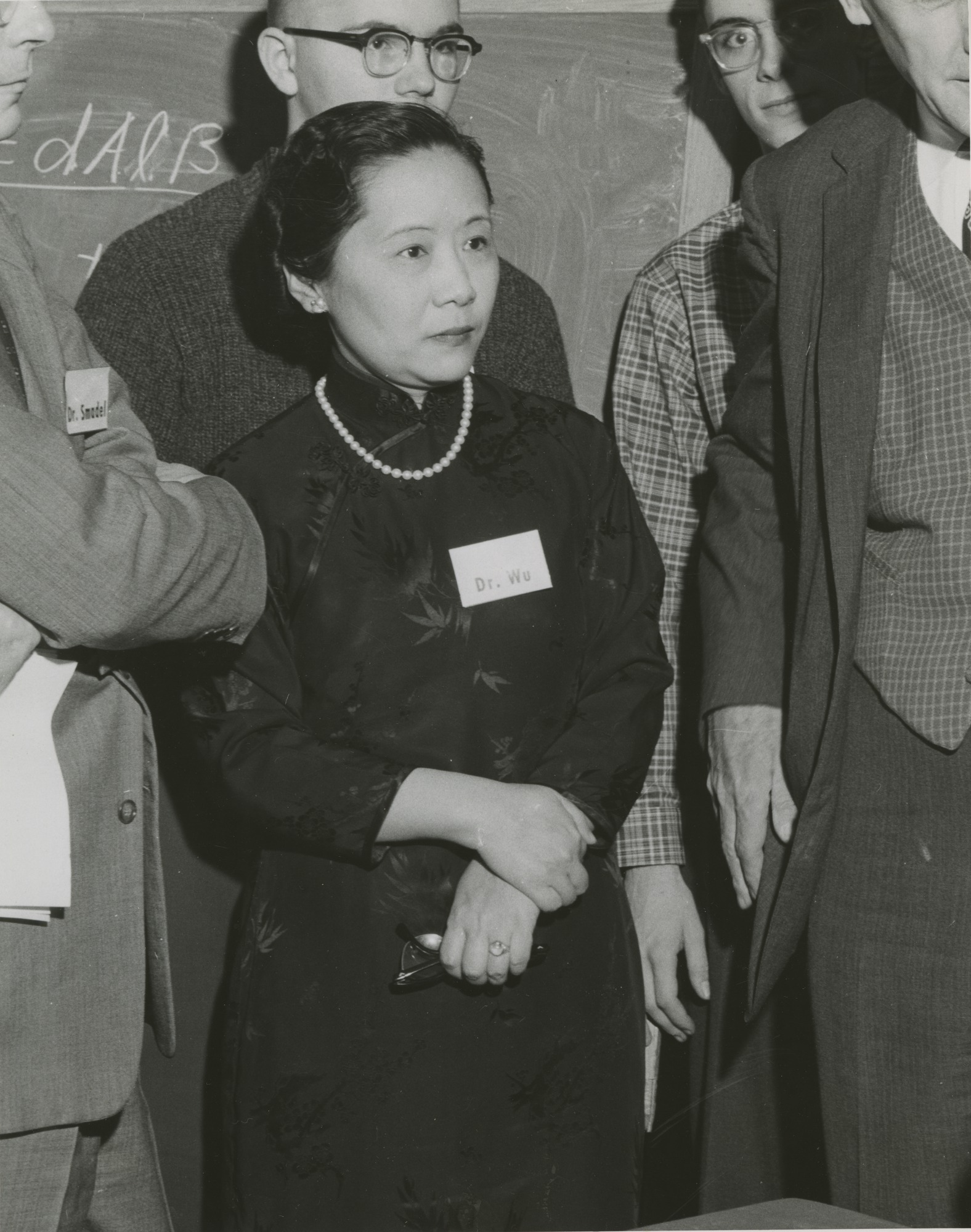
Китайсько-американська фізик Ву Цзяньсюн

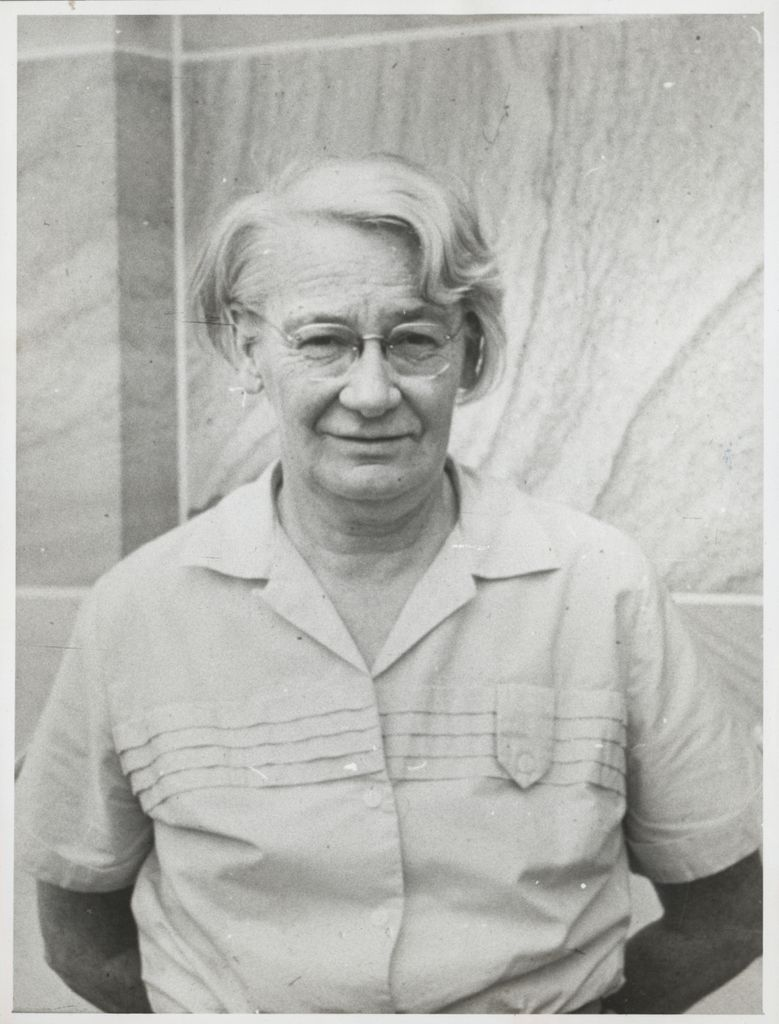
Австралійська геолог Дороті Хілл

- 1950-ті: китайсько-американська медична вчена Цай-Фан Ю стала співзасновницею клініки у «Медичному центрі Маунт Синай» для вивчення та лікування подагри. Працюючи з Александром Б. Гутманом, Ю встановила, що рівні сечової кислоти є фактором болю у хворих з подаграми, а згодом розробила численні ефективні препарати для лікування подагри.[201]
- 1950: Матильда Дж. Клерк стала першою жінкою в Гані та Західній Африці, яка навчалася в аспірантурі, отримавши диплом в Лондонській школі гігієни та тропічної медицини.[162][163]
- 1950: Ізабелла Еббот стала першою гавайською жінкою, яка отримала докторський ступінь у будь-якій науці; її був з ботаніки.[202][203]
- 1950: американська мікробіолог Естер Ледерберг стала першою, хто ізолювала фаг лямбда, ДНК-вірус, з Escherichia coli K-12.[204]
- 1951: Естера Афуа Оклоо в Гані стала першою людиною африканського походження, яка отримала диплом про приготування їжі в Гуд Хаус Кіпінг, Лондон, і прослухала післядипломний курс консервації харчових продуктів у дослідній станції Лонг Аштон, департамент садівництва Бристольського університету.[205][206][207]
- 1952: американська комп'ютерна вчена Ґрейс Гоппер завершила те, що вважається першим компілятором, програмою, що дозволяє користувачеві комп'ютера використовувати англійські слова, а не цифри. Він був відомий як компілятор A-0.[208]
- 1952: фотографія 51, рентгенівська дифракційна картинка кристалізованої ДНК, зроблена Реймонд Гослінг у травні 1952 року, коли вона працювала аспіранткою під керівництвом британської хімікині і біофізика Розалінд Франклін[209][210][211][212]. Знімок став критичним доказом[213] у виявленні структури ДНК.[214]
- 1952: канадська аграрка Марія Макартур стала першою жінкою у Сільськогосподарському інституті Канади за її внесок у науку зневоднення та заморожування продуктів харчування.[215][216]
- 1953: канадсько-британська радіобіолог Альма Говард виступила у співавторстві з доповіддю про те, що клітина проходить через чотири різні періоди. Це стало першою концепцією клітинного циклу.[217]
- 1954: Люсі Кренвелл була першою жінкою, яка отримала медаль Гектора від Королівського товариства Нової Зеландії. Кренвелл визнана за новаторську роботу з пилком у новій сфері палінології.[218]
- 1955: Мойра Данбар стала першою жінкою-гляціологинею, яка вивчала морський лід з канадського криголама.[219][220][221]
- 1955: японська геохімік Кацуко Сарухаші опублікувала дослідження з вимірювання рівня вуглекислоти в морській воді. Документ включав «Таблицю Сарухаші», інструмент вимірювання, спрямований на використання температури води, рівня рН і хлоридності для визначення рівня вуглекислоти. Робота Сарухаші сприяла глобальному розумінню зміни клімату, а таблицю Сарухаші використовували в океанографії протягом наступних 30 років.[222]
- 1955—1956: радянська морська біолог Марія Кленова стала першою жінкою-вченою, яка працювала в Антарктиці, проводила дослідження і допомагала у створенні антарктичної станції «Мирний».[223]
- 1956: Китайсько-американська фізик Ву Цзяньсюн провела експеримент з ядерної фізики у співпраці з групою низьких температур Національного бюро стандартів США.[224] Експеримент, відомий як експеримент Ву, показав, що співвідношення може бути порушено в слабкій взаємодії.[225]
- 1956: Дороті Хілл[en] стала першою австралійською жінкою, обраною до Австралійської академії наук.[226]
- 1956: англійська зоологиня і генетик Маргарет Басток опублікувала перші докази того, що один ген може змінити поведінку.[227]
- 1957—1958: китайська науковиця Лан'їнг Лінь виготовила перші в Китаї монокристали германію і силіцію, які стали предтечами нових технологій в розвитку напівпровідників.[228]
- 1959: китайська астроном Є Шухуа керувала розробкою Спільної китайської універсальної системи часу, яка стала китайським національним стандартом для вимірювання всесвітнього часу.[229]
- 1959: перша жінка-лікарка Гани Сьюзен Офорі-Атта стала членом-засновницею Академії мистецтв і наук Гани.[230][231]

### 1960-ті

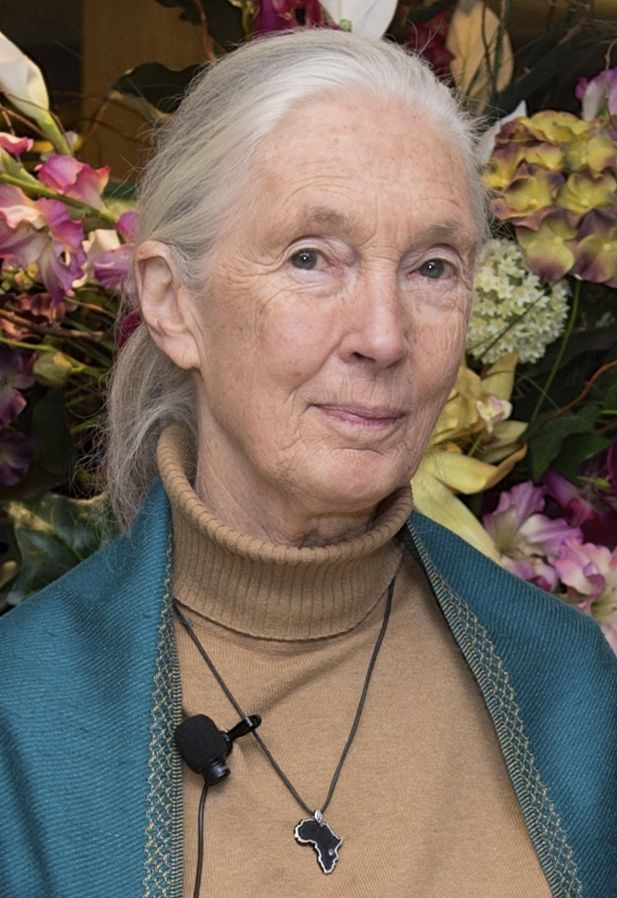
Британська приматологиня Джейн Гудолл

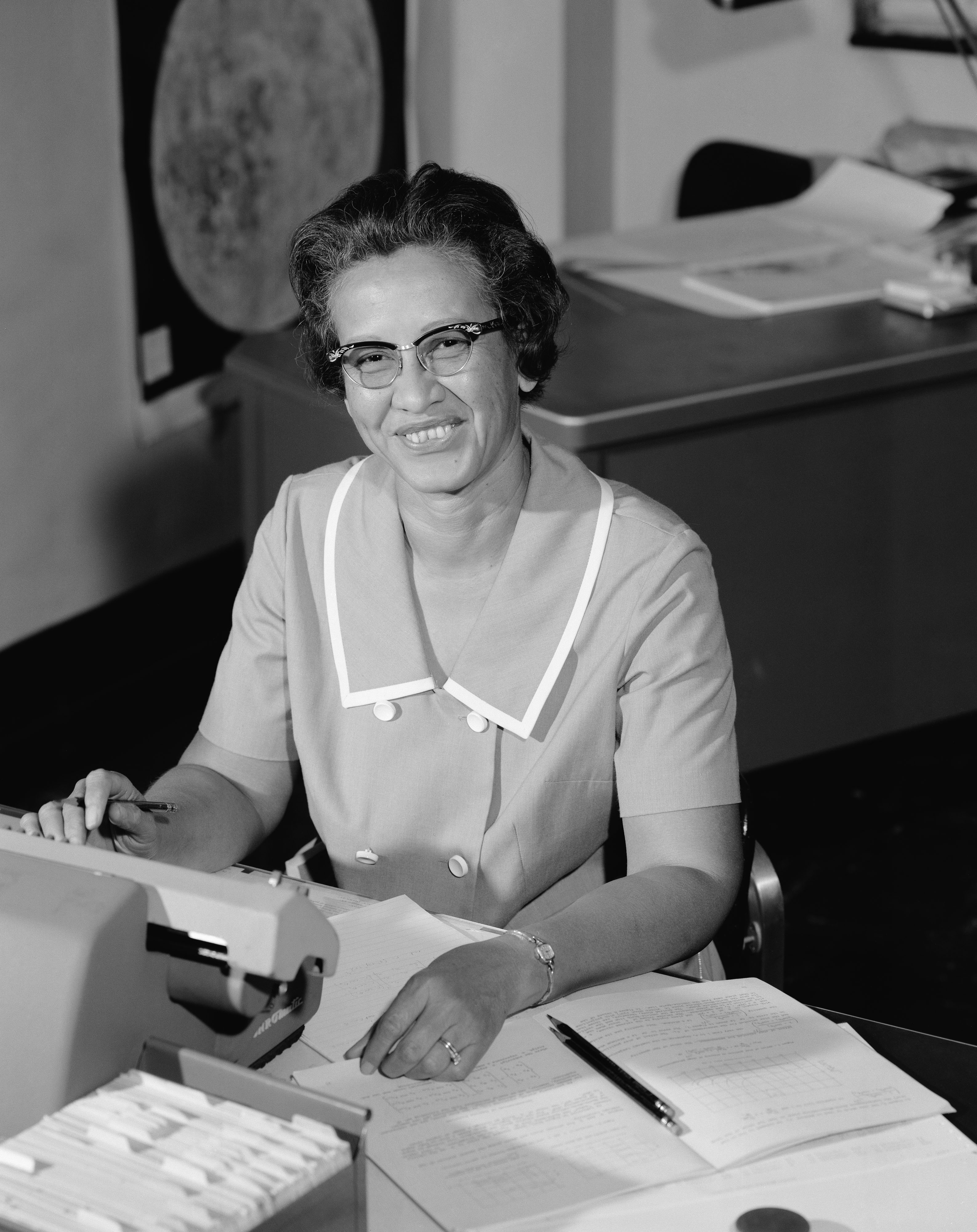
Американська вчена НАСА Кетрін Джонсон

- 1960: британська приматологиня Джейн Гудолл почала понад 50-річне вивчення шимпанзе в Танзанії. Спостереження Гудолл заперечували попередні ідеї про те, що тільки люди виготовляли інструменти, і що шимпанзе мають в основному вегетаріанську дієту.[232][233]
- 1960: Американська медична фізик Розалін Сасмен Ялоу отримала Нобелівську премію з фізіології або медицини «за розвиток радіоімунологічних досліджень пептидних гормонів» разом з Роже Гійменом і Ендрю Віктором Шаллі, які отримали її «за свої відкриття щодо виробництва пептидного гормону головного мозку».[234]
- На початку 1960-х: німецько-канадська металургиня Урсула Франклін вивчала рівні радіоактивного ізотопу стронцію-90, які з'являлися в зубах дітей як побічний ефект випробування ядерної зброї. Дослідження Франклін вплинули на Договір про заборону випробувань ядерної зброї в атмосфері, космічному просторі й під водою 1963 року.[235]
- 1960-і: американська вчена-математик Кетрін Джонсон розраховувала траси польоту для космічних польотів НАСА.[236]
- 1961: Індійська хімік Асіма Чаттерджі стала першою жінкою, яка отримала премію Шанті Сваруп Бхатнагар. Чаттерджі була визнана в категорії хімічних наук за внесок у фітомедицину.[237]
- 1962: Південноафриканська ботанік Маргарет Левінс стала першою жінкою на посаді президента Королівського товариства Південної Африки.[238]
- 1962: Французька фізик Марґеріт Перей стала першою жінкою, яку обрали до Французької академії наук.[239]
- 1963: Ельза Г. Вілмундардоттір стала першою жіночою-геологинею Ісландії, яка закінчила навчання в Стокгольмському університеті.[240]
- 1963: Марія Гепперт-Маєр стала першою американкою, яка отримала Нобелівську премію з фізики; поділивши її з Гансом Єнсеном «за їх відкриття щодо структури ядерної оболонки» і Юджином Полем Вігнером «за його внесок у теорію атомного ядра і елементарних частинок, зокрема через відкриття і застосування принципів фундаментальної симетрії».[241][242][243]
- 1964: американська вчена-математик Ірен Штегун завершила роботу, яка привела до публікації «Довідника з математичних функцій», широко використовуваної і цитованої довідкової роботи з прикладної математики.
- 1964: британська вчена-хімік Дороті Кроуфут Годжкін отримала Нобелівську премію з хімії «за її визначення методами рентгенографії структур важливих біохімічних речовин».[244]
- 1965: сестра Мері Кеннет Келлер стала першою американською жінкою, яка отримала докторський ступінь в галузі комп'ютерних наук.[245] Її дисертація називалася «Індуктивний висновок на комп'ютерних моделях».[246]
- 1966: японська імунолог Теруко Ішизака, працюючи з Кімішиге Ішизака, відкрила клас антитіл Імуноглобулін E (IgE).[247]
- 1967: британська астрофізик Джоселін Белл Бернелл спільно з колегами відкрила перші радіопульсари.[248]
- 1967: Сью Арнольд стала першою жінкою британської геологічної служби, яка пішла в море на дослідницькому судні.[191]
- 1967: південноафриканська радіобіолог Тіква Альпер виявила, що скрепі, інфекційна хвороба мозку, що впливає на овець, не поширюється через ДНК або РНК, як вірусне або бактеріальне захворювання. Це відкриття дозволило вченим краще зрозуміти захворювання, викликані пріонами.[249][250]
- 1967: Івонн Брілл, канадсько-американська інженер ракетних і реактивних двигунів, винайшла гідразинову систему руху омічного ракетного двигуна.
- 1969: Беріс Кокс стала першою жінкою-палеонтологинею у Британській геологічній службі.[191]
- 1969: українська астроном Світлана Герасименко спільно з Чюрюмовим відкрила комету Чурюмова — Герасименко.[251]

### 1970-ті
- 1970: Дороті Хілл стала першою жінкою, що очолила Австралійську академію наук.[226]
- 1970: Саміра Іслам стала першою людиною з Саудівської Аравії, яка здобула докторський ступінь з фармакології.[252]
- 1970: астроном Вера Рубін опублікувала перші свідчення про темну речовину.[253]
- 1971: Одрі Джексон стала першою жінкою-геологинею у Британській геологічній службі.[191]
- 1972: індійсько-американська імунолог Флоссі Коен спільно з колегами опублікувала перше дослідження, що демонструє біохімічну основу первинних імунодефіцитних захворювань.[254]
- 1973: фізик Анна Кобл стала першою афроамериканкою, що здобула докторський ступінь з біофізики, захистивши дисертацію в Іллінойському університеті в Урбана-Шампейн.[255]
- 1974: домініканська морська біолог Іделіса Боннелі заснувала Академію наук Домініканської Республіки.[256]
- 1975: індійська хімік Асіма Чаттерджі обрана генеральною президентом Індійської асоціації наукових конгресів. Вона одночасно стала першою жінкою-вченою, коли-небудь обраною в конгрес.[257]
- 1975: індійська генетик Арчана Шарма отримала премію Шанті Сваруп Бхатнагар, першою з жінок отримавши її в категорії біологічних наук..[258][259]
- 1975: жінки-офіцерки Британської геологічної служби більше не зобов'язані йти у відставку після одруження.[191]
- 1975: Ву Цзяньсюн стала першою жінкою-президентом Американського фізичного товариства.[260]
- 1976: філіппінсько-американська мікробіолог Розелі Окампо-Фрідманн з Імре Фрідманом відвідала Антарктику і виявила мікроорганізми, що живуть в пористій скелі пустелі Росс. Ці організми — криптоендоліти — за спостереженнями, виживали за вкрай низьких температур і вологості, що посприяло науковим дослідженням можливості життя на Марсі.[261]
- 1976: Маргарет Бербідж названа першою жінкою-президентом Американського астрономічного товариства.[262][263]
- 1977: заснована Асоціація геологинь.[264]
- 1977: аргентинсько-канадська вчена Вероніка Даль стала однією з перших жінок, які здобули докторський ступінь в галузі штучного інтелекту.[265]
- 1977: канадська американка Елізабет Стерн опублікувала дослідження зв'язку між протизаплідними таблетками — які в той час містили високий рівень естрогенів — і підвищеного ризику розвитку раку шийки матки. Дані Стерн допомогли фармацевтичній промисловості розробити безпечніші протизаплідні таблетки з нижчими дозами гормонів.[266]
- 1978: Анна Джейн Гаррісон стала першою жінкою на чолі Американського хімічного товариства.[267]
- 1978: Мілдред Кон стала першою жінкою-очільницею Американського товариства біохімії та молекулярної біології, а потім — Американського товариства біологічних хіміків.[268][269][270]

### 1980-ті

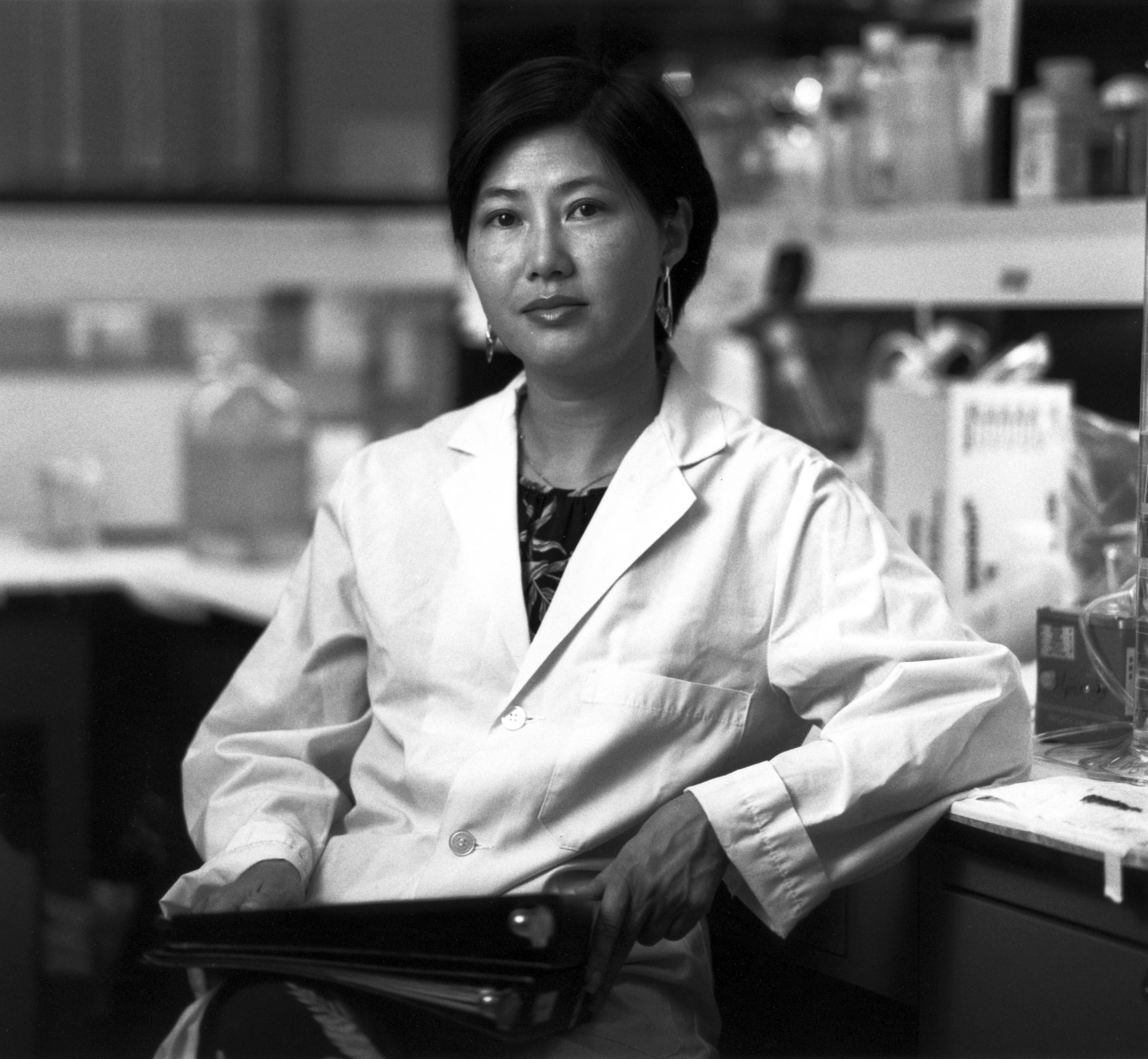
Китайсько-американська вірусолог Флоссі Вонг-Стааль

- 1980: Японська геохімік Кацуко Сарухаші стала першою жінкою, обраною до Наукової ради Японії.[271]
- 1980: Нігерійська геофізик Дебора Айякіє стала першою жінкою в будь-якій західно-африканській країні, призначеною повним професором фізики.[272][273] За час своєї наукової кар'єри вона стала першою жінкою, яку обрали до Нігерійської Академії Наук, і першою жінкою-деканом наук в Нігерії.[274]
- 1983: Американська цитогенетик Барбара Мак-Клінток отримала Нобелівську премію з фізіології або медицини за відкриття генетичної транспозиції. Мак-Клінток була першою жінкою, яка отримала цю нагороду, не поділивши її з кимсь, і першою американкою, яка отримала будь-яку неподілену Нобелівську премію.[275][276][277][278][279]
- 1983: Бразильська агрономка Йоганна Дьоберейн стала членом-засновницею Всесвітньої академії наук.[280]
- 1983: Індійська імунолог Індіра Нат стала першою жінкою-науковицею, яка отримала премію Шанті Свароп Бхатнагар у категорії медичних наук.[259][281]
- 1983: Геологиня Судіпта Сенгупта і морська біолог Адіті Пант стали першими індійськими жінками, які відвідали Антарктику.[282]
- 1985: Встановивши, що ВІЛ є причиною СНІДу, китайсько-американська вірусолог Флоссі Вонг-Стааль стала першою вченаю, що клонувала і генетично склала карту вірусу ВІЛ, що дозволило розробити перші тести скринінгу крові на ВІЛ.[283]
- 1986: італійська неврологиня Рита Леві-Монтальчині отримала Нобелівську премію з фізіології або медицини, яку розділила зі Стенлі Коеном, «за їх відкриття факторів росту».[284]
- 1988: американська біохімік і фармакологиня Гертруда Белл Елайон отримала Нобелівську премію з фізіології або медицини разом з Джеймсом Вайтом Блеком і Джорджем Гітчінгсом «за їхні відкриття важливих принципів лікування лікарськими препаратами».[285]
- 1988: американська вчена і винахідниця Патрісія Бат стала першою афроамериканкою, яка запатентувала медичний пристрій, а саме «Laserphaco Probe» для поліпшення використання лазерів для видалення катаракти.[286]

### 1990-ті

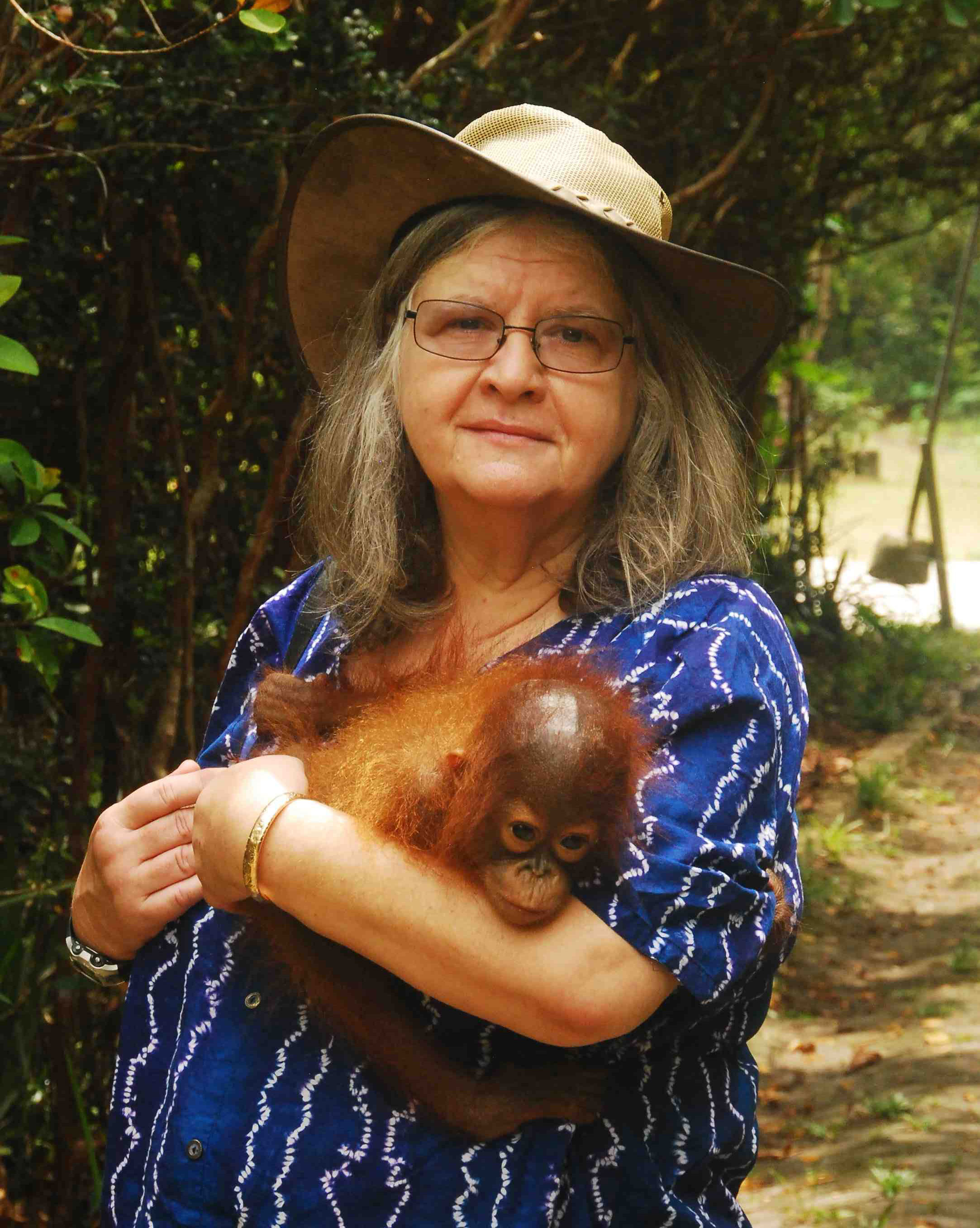
Литовсько-канадська приматологиня Біруте Галдікас

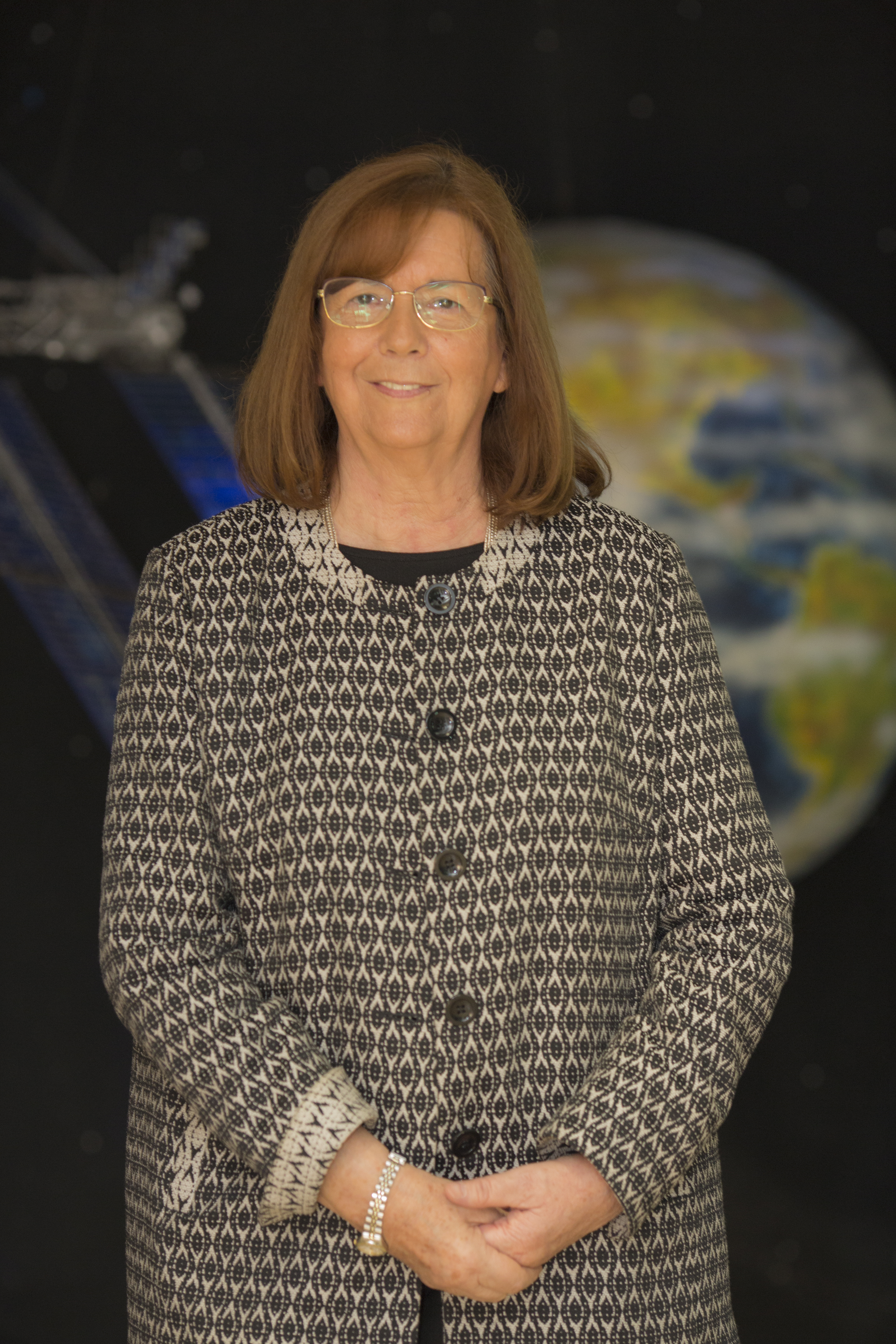
Чилійська астроном Марія Тереза Руїс

- 1991: Доріс Малкін Кертіс стала першою жінкою-президентом Геологічного товариства Америки.[287]
- 1991: Індійська геолог Судіпта Сенгупта стала першою жінкою-науковицею, яка отримала премію Шанті Свароп Бхатнагар в категорії «Науки про Землю».[259][288]
- 1992: Едіт М. Фланіген стала першою жінкою, що отримала «Медаль Перкіна» (яка вважається найвищою честю в американській промисловій хімії) за видатні досягнення в галузі прикладної хімії.[289][290] Медаль особливо відзначила її синтез алюмофосфатних і силікоалюмофосфатних молекулярних сит як нових класів матеріалів.[290]
- 1995: Німецька біолог Крістіана Нюсляйн-Фольгард отримала Нобелівську премію з фізіології або медицини, поділивши її з Едвардом Льюїсом та Еріком Вішаусом, «за їх відкриття, пов'язані з генетичним контролем раннього ембріонального розвитку».[291]
- 1995: британська геоморфологиня Марджорі Світінг опублікувала перший повний західний опис китайського карсту «Карст у Китаї: його геоморфологія та навколишнє середовище».[292][293]
- 1995: Ізраїльсько-канадська математична біолог Лія Кешет стала першою жінкою-президентом Міжнародного товариства математичної біології.[294]
- 1995: Джейн Плант стала першою жінкою-заступницею директора Британської геологічної служби.[191]
- 1995: Інспектори Спеціальної комісії Організації Об'єднаних Націй виявили, що іракська мікробіолог Ріхаб Таха на прізвисько «Доктор Мікроб» здійснювала нагляд за таємною 10-річною програмою розвитку біологічної зброї Іраку та допомагала приховати її існування.[295][296]
- 1996: Американська дослідниця планет Маргарет Ківельсон очолила команду, яка відкрила перший підземний океан у чужому світі, на супутнику Юпітера Європі[297][298].
- 1997: Литовсько-канадська приматологиня Біруте Галдікас отримала премію Тайлера за досягнення в галузі охорони навколишнього середовища за дослідницьку та реабілітаційну роботу з орангутанами, яка зараз охоплює більше 30 років, була визнана 2014 року як одне з найдовших наукових досліджень диких тварин в історії.[299]
- 1997: Чилійська астроном Марія Тереза Руїс відкрила Келу 1, один з перших спостежених коричневих карликів. На визнання її відкриття, Руїс першою з жінок вручили Національну премію Чилі за точні науки.[300][301]
- Наприкінці 1990-х: ефіопсько-американська хімік Соссіна Хайле розробила перший твердо-кислотний паливний елемент.[302][303]

## 21 століття

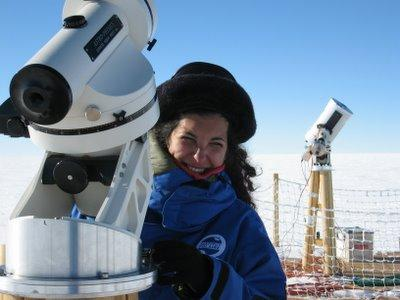
Марокканська астроном Меріме Чадід

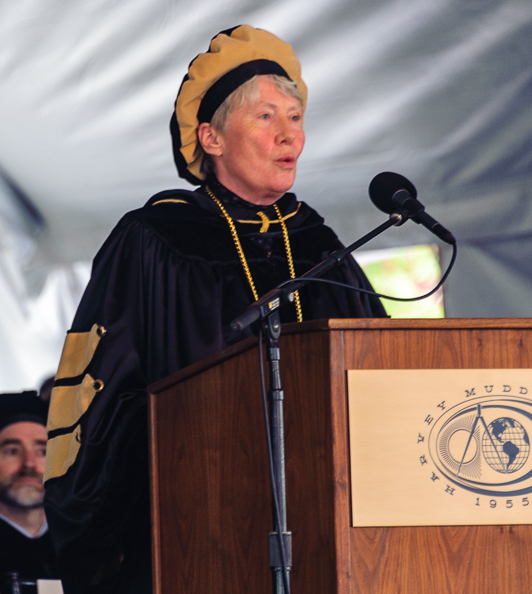
Канадсько-американська комп'ютерна вчена Марія Клаве

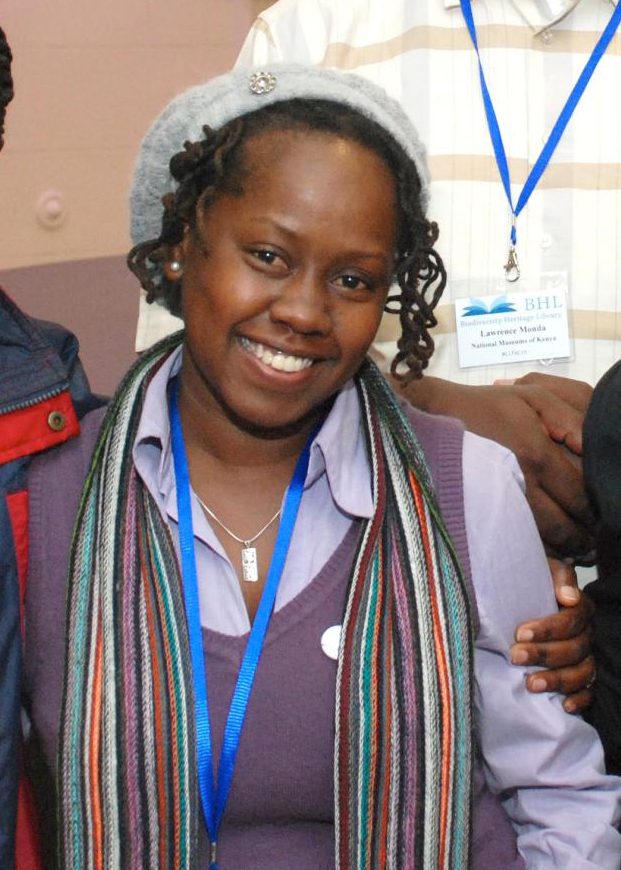
Кенійська іхтіологиня Дороті Ванья Нінги

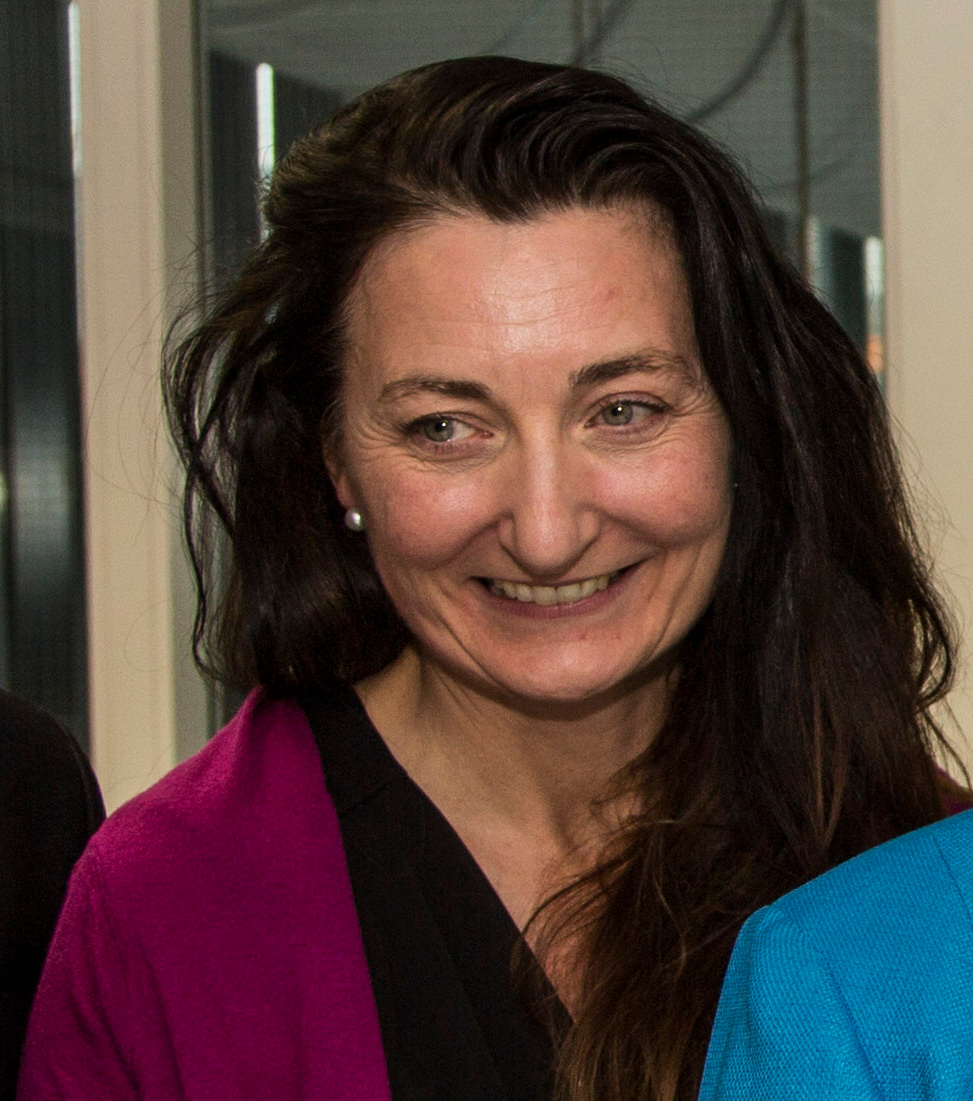
Норвезька нейрофізіологиня Мей-Брітт Мозер

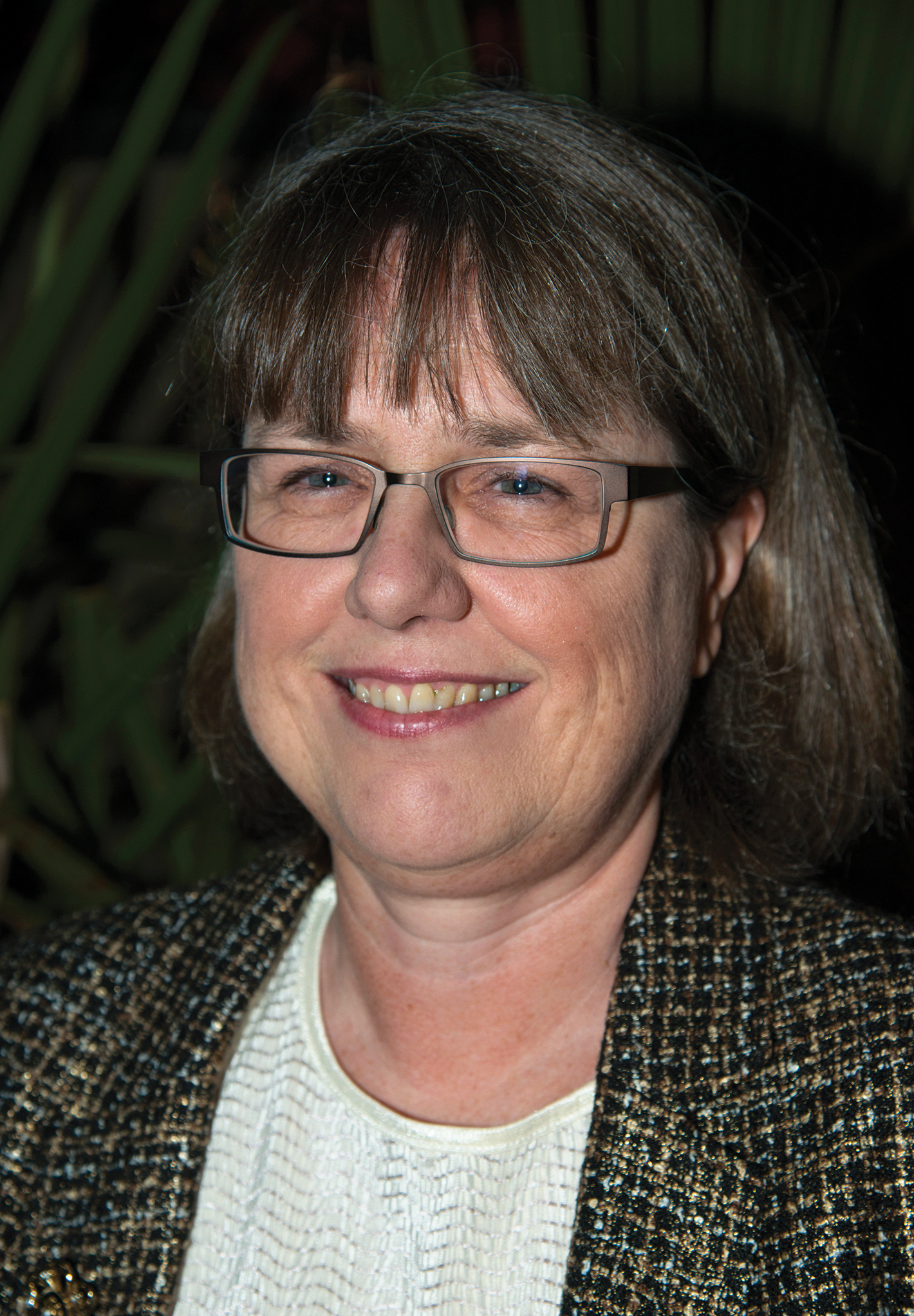
Канадська фізик Донна Стрікленд

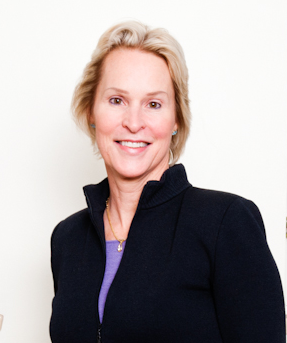
Американська хімічна інженер Френсіс Арнольд

### 2000-ті
- 2000: Венесуельська астрофізик Кеті Вівас представила відкриття приблизно 100 «нових і дуже далеких» змінних типу RR Ліри, даючи уявлення про структуру та історію галактики Чумацький Шлях.[304]
- 2003: американська геофізик Клаудія Александр керувала завершальними етапами проекту Галілео, місії дослідження космосу, що закінчилася на планеті Юпітер.[305]
- 2004: американська біолог Лінда Бак отримала Нобелівську премію з фізіології або медицини разом з Річардом Екселем «за їхні відкриття рецепторів одоранту і організації нюхової системи».[306]
- 2006: Чилійська біохімік Сесілія Ідальго Тапіа стала першою жінкою, яка отримала Національну премію Чилі за природні науки.[307]
- 2006: Китайсько-американська біохімік Ічжі Джейн Тао очолила дослідницьку групу, яка першою розібрала атомну структуру грипу А, що посприяло антивірусним дослідженням.[308][309]
- 2006: Паразитологиня Сюзен Лім стала першою малайзійською вченою, обраною до Міжнародної комісії з зоологічної номенклатури.[310]
- 2006: Меріем Шаділ стала першою марокканською особою і першою жінкою-астрономкою, яка подорожувала в Антарктику, керуючи міжнародною командою вчених у встановленні великої обсерваторії на Південному полюсі.[311]
- 2006: американська комп'ютерна вчена Френсіс Аллен отримала премію Тюрінга за «новаторський внесок у теорію і практику оптимізації методів компілятора, які заклали основу для сучасних оптимізувальних компіляторів і автоматичного паралельного виконання». Аллен першою з жінок отримала нагороду.[312]
- 2006: канадсько-американська комп'ютерна вчена Марія Клаве стала президентом коледжу Гарві Мадд.[313]
- 2007: використовуючи супутникові знімки, єгипетська геоморфологиня Еман Гонейм виявила сліди 11 000-річного мега-озера в пустелі Сахара. Відкриття Гонейм пролило світло на витоки найбільшого сучасного водосховища підземних вод у світі.[314]
- 2007: фізик Ібтесам Бадхріз стала першою жінкою Саудівської Аравії у Європейській організації ядерних досліджень (CERN).[315]
- 2008: Французька вірусолог Франсуаза Барре-Сінуссі отримала Нобелівську премію з фізіології або медицини, яку поділила з Гаральдом цур Гаузеном і Люком Монтаньє, «за їх відкриття ВІЛ».[316]
- 2008: Австралійка Пенні Сакетт, яка народилась в Америці, першою з жінок стала Головним науковцем Австралії.[317]
- 2008: американська комп'ютерна вчена Барбара Лісков отримала премію Тюринга за «внесок у практичні та теоретичні основи мови програмування та проектування систем, особливо пов'язані з абстракцією даних, відмовостійкістю та розподіленими обчисленнями».[318]
- 2009: американська молекулярна біолог Керол Грейдер отримала Нобелівську премію з фізіології або медицини разом з Елізабет Блекберн і Джеком Шостаком «за відкриття того, як хромосоми захищені теломерами і ферментом теломерази».[319]
- 2009: ізраїльська кристалографиня Ада Йонат разом з Венкатраманом Рамакрішнаном і Томасом Стейцем отримала Нобелівську премію з хімії «за вивчення структури і функції рибосоми».[320]
- 2009: Китайська генетик Зенг Фан'ї та її дослідницька група опублікували результати експерименту, які свідчать, що індуковані плюрипотентні стовбурові клітини можуть бути використані для створення цілих тіл ссавців — в даному випадку живих мишей.[321]

### 2010-ті
- 2010: Марсія Макнат стала першою жінкою-директором Геологічного огляду США.[322]
- 2011: Студентка нейрології та компютерна хакерка з Казахстану Олександра Елбакян запустила Sci-Hub, вебсторінку, яка надає користувачам піратські копії публікацій наукових праць. За 5 років Sci-Hub виріс до 60 мільйонів праць в архіві та понад 42 мільйони щорічних користувацьких завантажень. Врешті-решт Елбакян засудила велике наукове видавництво Elsevier, і Sci-Hub був у результаті закритий, але знову з'явився від іншими доменними назвами.[323]
- 2011: Тайвансько-американська астрофізик Чунг-Пей Ма очолювала команду, що відкрила дві з найбільших відомих чорних дір.[324]
- 2012: Клара Лазень, тоді школярка 5 класу, відкрила молекулу тетранітратоксікарбону.[325]
- 2013: Канадська генетик Турі Кінг ідентифікувала 500-літні останки скелету короля Англії Річард III.[326]
- 2013: Кенійська іхтіологиня Дороті Ван'я Н'їнгі (Dorothy Wanja Nyingi) надрукувала перший довідник про прісноводних риб Кенії.[327]
- 2014: Норвезька психолог та нейрологиня Мей-Бритт Мозер отримала Нобелівську премію з фізіології або медицини, разом з Едвардом Мозером і Джоном О'Кіфом, «за їх відкриття клітин, які складають систему позиціонування мозку».[328]
- 2014: Американська палеокліматолог і морська геолог Морін Реймо стала першою жінкою, яка отримала медаль Волластона, найвищу нагороду Лондонського геологічного товариства.[329][330]
- 2014: Американська теоретична фізик Ширлі Енн Джексон отримала Національну наукову медаль США. Джексон була першою афроамериканкою, яка здобула докторський ступінь у Массачусетському технологічному інституті (на початку 1970-х) та першою жінкою, яка очолила Регуляторну комісію атомної енергетики США.[331][332]
- 2014: Іранська вчена-математик Мар'ям Мірзахані отримала медаль Філдса за працю «у динаміці та геометрії Ріманових поверхонь та їх модульних просторів».[333]
- 2015: Китайська науковиця-медик Ту Юю отримала Нобелівську премію з фізіології або медицини, разом з Вільямом Кемпбеллом і Омура Сатосі, за «відкриття у сфері новітньої терапії проти малярії».[334]
- 2015: Аша де Вос стала першою особою зі Шрі-Ланки, яка здобула докторський ступінь з дослідження морських ссавців, захистивши дисертацію «Factors influencing blue whale aggregations off southern Sri Lanka» в Університеті Західної Австралії.[335][336]
- 2016: Марсія Макнат стала першою жінкою-очільницею Національної академії наук США.[337]
- 2018: Британські астрофізика Хіранья Пейріс[en] та Джоанна Данклі[en] та італійська космологиня Лікія Верде[en] були серед 27 вчених, нагороджених Премією за важливе відкриття у фундаментальній фізиці за їх вклад у «детальні карти раннього Всесвіту, які значно покращили наші знання про еволюцію космосу та флуктуації, які породили формування галактик»[338].
- 2018: Британська астрофізик Джоселін Белл Бернелл отримала спеціальну Премію за важливе відкриття у фундаментальній фізиці за наукові досягнення та «надихаюче лідерство», вартістю 3 млн дол. США. Весь розмір премії Бернелл віддала на благочинність для створення стипендій для жінок, недостатньо представлених меншин та біженців, які займаються вивченням фізики.[339]
- 2018: Вперше в історії жінки одного року отримали Нобелівську премію з фізики та з хімії.[340]:
  - Канадська фізик Донна Стрікленд отримала Нобелівську премію з фізики «за проривні винаходи у сфері лазерної фізики»; розділила премію з Артуром Ешкіним і Жераром Муру.[341][342]
  - Френсіс Арнольд отримала Нобелівську премію з хімії «за керовану еволюцію ензимів»; розділила премію з Джорджем Смітом і Грегом Вінтером, які отримали її «за фагову демонстрацію пептидів та антитіл».[343] Таким чином Френсіс стала першою американкою, яка отримала Нобелівську премію з хімії.[344]
- 2019: математик Карен Уленбек стала першою жінкою, яка отримала Абелівську премію за «її піонерські досягнення у геометричних диференціальних рівняннях з частинними похідними, калібрувальній теорії і інтегрованих систем, та за фундаментальний вплив її праці на математичний аналіз, геометрію і математичну фізику.»[345]
- 2019: Дослідниця зображень Кеті Бауман розробила алгоритм, що уможливив першу візуалізацію чорної діри за допомогою Телескопу горизонту подій. Бауман була частиною команди з понад 200 осіб, які впроваджували проект.[346][347][348][349]